# Liste der Biografien/Lud
Liste der Biografien |
Portal Biografien |
Personensuche
# |
A |
B |
C |
D |
E |
F |
G |
H |
I |
J |
K |
L |
M |
N |
O |
P |
Q |
R |
S |
T |
U |
V |
W |
X |
Y |
Z |
?
 
La |
Lb |
Lc |
Le |
Lg |
Lh |
Li |
Lj |
Ll |
Lm |
Lo |
Lp |
Lt |
Lu |
Lv |
Lw |
Lx |
Ly |
Lz
 
Lua |
Lub |
Luc |
Lud |
Lue |
Luf |
Lug |
Luh |
Lui |
Luj |
Luk |
Lul |
Lum |
Lun |
Luo |
Lup |
Luq |
Lur |
Lus |
Lut |
Luu |
Luv |
Luw |
Lux |
Luy |
Luz
Die Liste der Biografien führt alle Personen auf, die in der deutschsprachigen Wikipedia einen Artikel haben. Dieses ist eine Teilliste mit 980 Einträgen von Personen, deren Namen mit den Buchstaben „Lud“ beginnt.

## Lud

### Luda
- Luda, Manfred (1921–2014), deutscher Jurist und Politiker (CDU), MdB
- Ludacris (* 1977), US-amerikanischer RapperLudacris (* 1977)

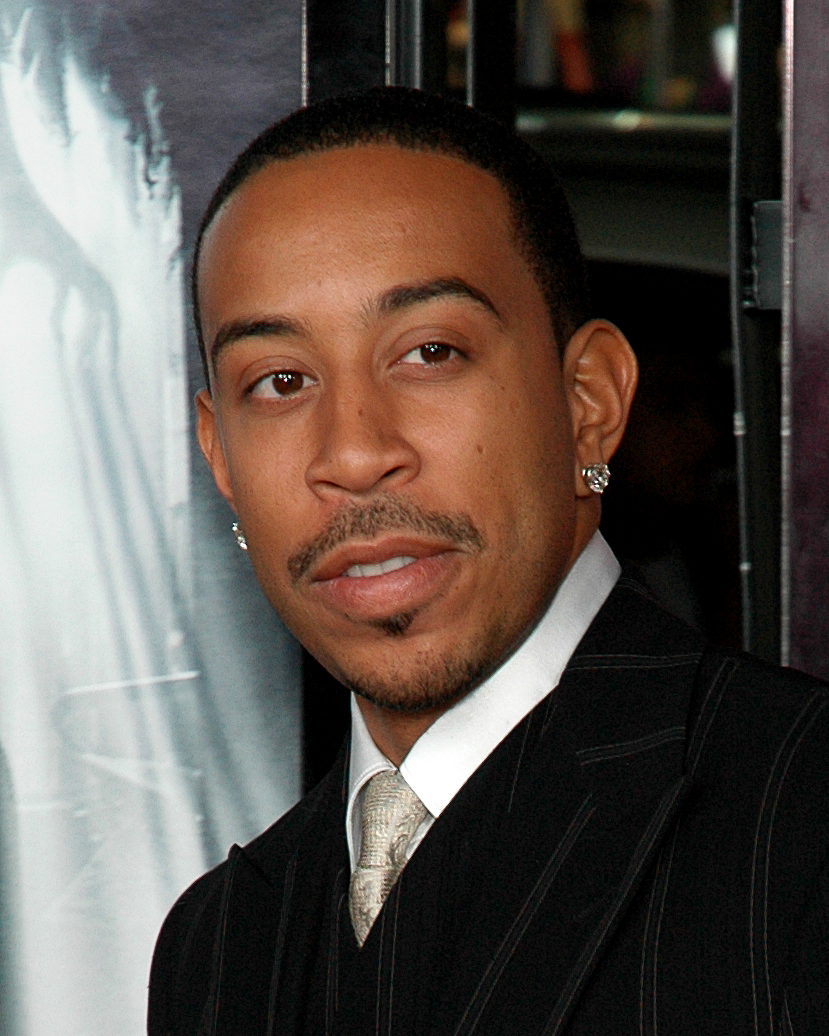
Ludacris (* 1977)

- Ludan († 1202), Pilger und Heiliger
- Ludan, Lilia (* 1969), ukrainische Rennrodlerin
- Ludäscher, Michael (* 1988), Schweizer Fußballspieler
- Ludat, Herbert (1910–1993), deutscher Historiker

### Ludc
- Lüdcke, Marianne (1943–1999), deutsche Filmregisseurin, Drehbuchautorin und Schauspielerin

### Ludd
- Lüdde, Elinor (* 1983), deutsche Schauspielerin
- Lüdde, Johann Gottfried (* 1799), deutscher Erdkundelehrer und Geograf
- Lüdde, Theodor (1842–1903), deutscher Apotheker und Tierfreund
- Lüddecke, Dirk (* 1969), deutscher Politologe
- Lüddecke, Friedrich (1905–1967), deutscher Autor und Redakteur
- Lüddecke, Hermann (1938–2024), deutscher Architekt und Maler
- Lüddecke, Ingeborg (1942–2013), deutsche Schriftstellerin und Schulbuchautorin in Plattdeutscher Sprache
- Lüddecke, Pia (* 1981), deutsche Phantastik-Autorin
- Lüddecke, Tim (* 1989), deutscher Biochemiker und Zoologe
- Lüddecke, Werner Jörg (1912–1986), deutscher Schriftsteller und Drehbuchautor
- Lüddecke, Wilhelm (1861–1926), sächsischer Generalmajor
- Lüddeckens, Erich (1913–2004), deutscher Ägyptologe
- Lüddemann, Cornelia (* 1968), deutsche Politikerin (Bündnis 90/Die Grünen), MdL
- Lüddemann, Stefan (* 1960), deutscher Kulturjournalist, Kulturwissenschaftler und Buchautor
- Ludden, Allen (1917–1981), US-amerikanischer Moderator und Schauspieler
- Ludden, David (* 1948), US-amerikanischer Historiker
- Lüdders, Peter (1864–1945), deutscher Fabrikbesitzer und Parlamentarier
- Ludders, Simon, britischer Schauspieler und Drehbuchautor
- Luddington, Camilla (* 1983), britische SchauspielerinCamilla Luddington (* 1983)

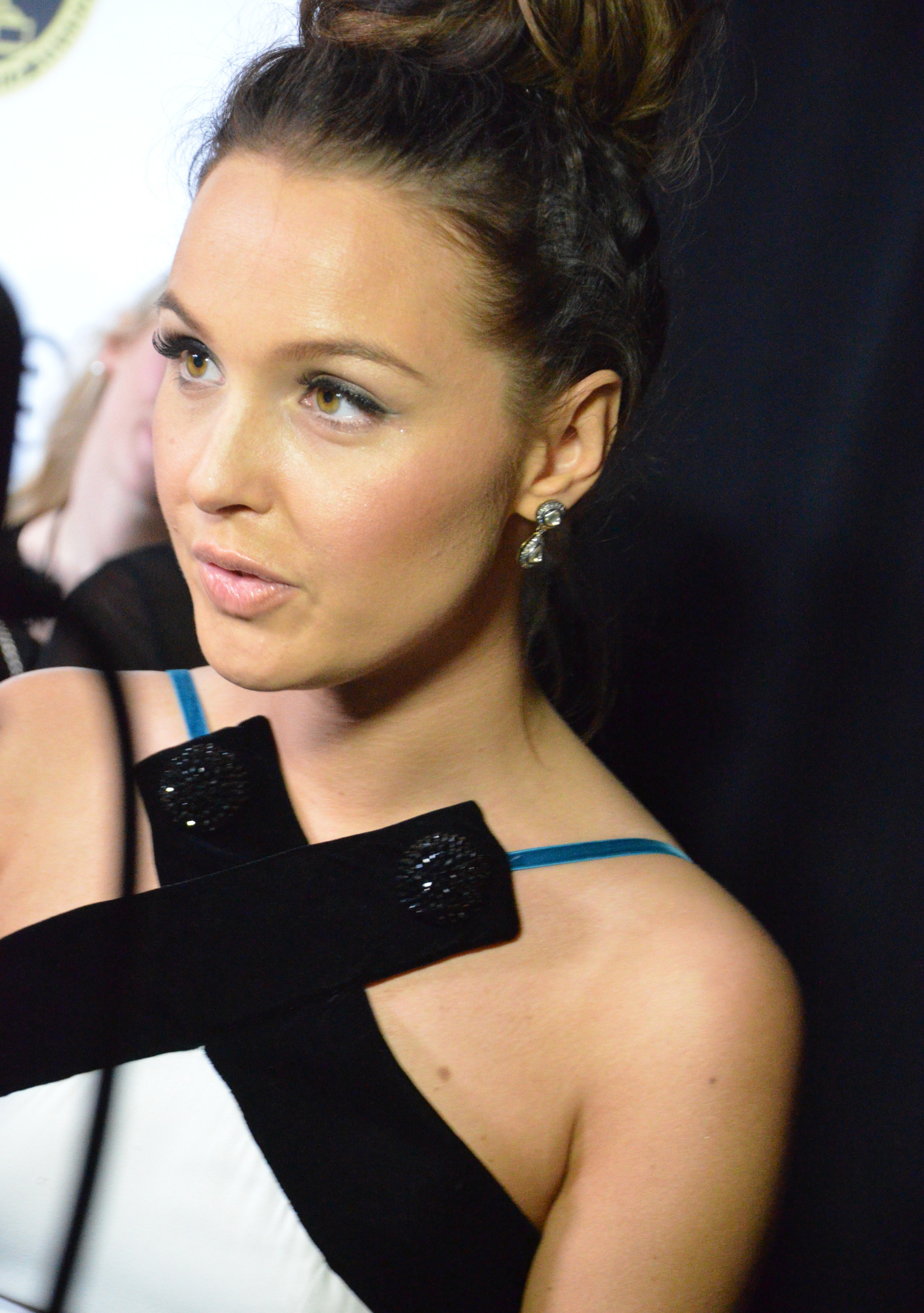
Camilla Luddington (* 1983)

### Lude
- Lude, Ludwig Philipp (1895–1961), deutscher sozialdemokratischer Widerstandskämpfer und der Regierungspräsident Aachens
- Lüde, Rolf von (* 1946), deutscher Soziologe
- Lude, Sigrid, deutsche Weltmeisterin im Maschinenschreiben und Sachbuchautorin
- Ludeca († 827), König von Mercien (826–827)
- Lüdecke, Albert Bogislav (1834–1910), deutscher Landschaftsmaler der Düsseldorfer Schule
- Lüdecke, Barbara (1913–2007), deutsche Fotografin
- Lüdecke, Carl Johann (1826–1894), deutscher Architekt
- Lüdecke, Cornelia (* 1954), deutsche Wissenschaftshistorikerin
- Lüdecke, Erich (* 1922), deutscher Fußballspieler und -trainer
- Lüdecke, Frank (* 1961), deutscher Kabarettist
- Lüdecke, Fritz (1873–1931), deutscher Marineoffizier
- Lüdecke, Gebhard Levin (1662–1732), Dekan des Stifts St. Cyriacus, Bürgermeister von Braunschweig
- Lüdecke, Günther Urban Anton von (1723–1788), Mitglied des Unitätsdirektoriums der Herrnhuter Brüdergemeine
- Lüdecke, Gustav (1890–1976), deutscher Architekt
- Lüdecke, Hans (1896–1972), deutscher Pflanzenbauwissenschaftler
- Lüdecke, Horst-Joachim (* 1943), deutscher PhysikerHorst-Joachim Lüdecke (* 1943)

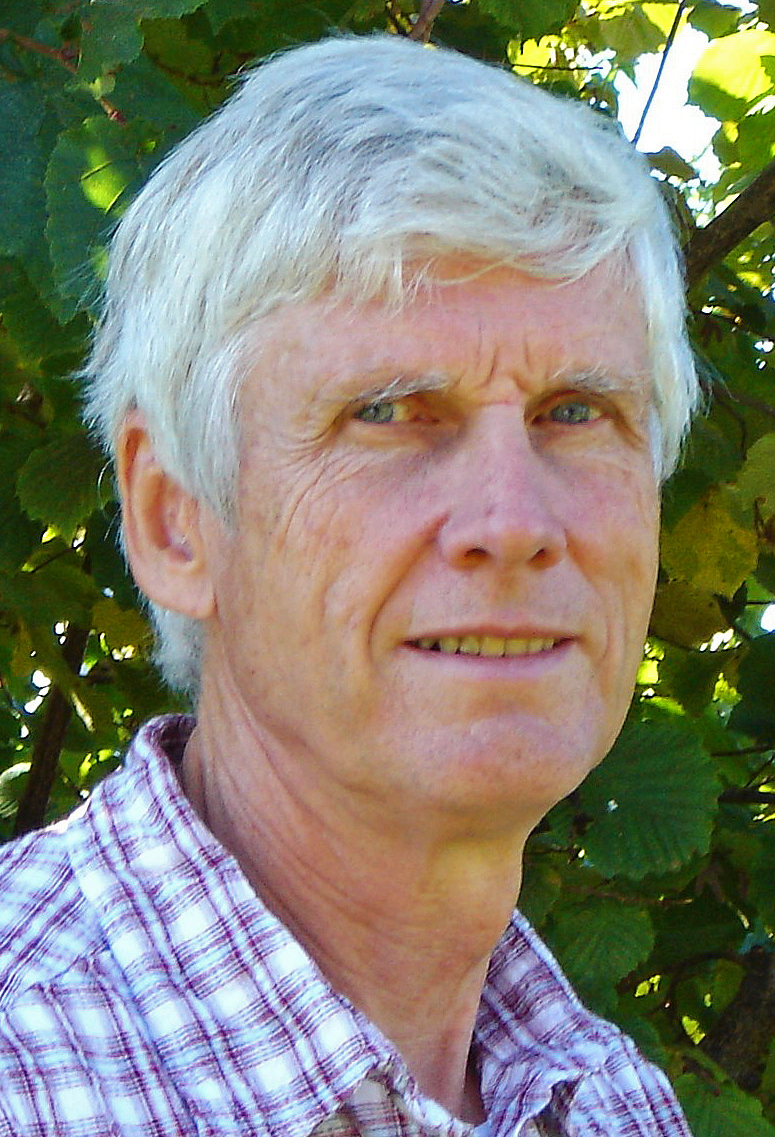
Horst-Joachim Lüdecke (* 1943)

- Lüdecke, Jacob (1625–1696), Jurist, kurfürstlich brandenburgischer Amtmann zu Giebichenstein und Pfänner zu Halle
- Lüdecke, Johann († 1559), evangelischer Theologe der Reformationszeit
- Lüdecke, Johann Jacob von (1682–1750), braunschweigischer Staatsrat
- Lüdecke, Karl (1880–1955), deutscher Chemiker und Manager
- Lüdecke, Karl (1896–1977), deutscher Zeichner und Bildhauer
- Lüdecke, Kurt (1890–1960), deutscher Kaufmann und Journalist
- Lüdecke, Kurt (1942–2014), deutscher Boxer
- Lüdecke, Norbert (* 1959), deutscher römisch-katholischer Theologe und Kirchenrechtler
- Lüdecke, Oskar, deutscher Fußballspieler
- Lüdecke, Otto (1909–1990), deutscher Fußballspieler
- Lüdecke, Rolf (1924–1973), deutscher Politiker (SED), Partei- und Landwirtschaftsfunktionär
- Lüdecke, Sebastian (* 1987), deutscher Politiker (Bündnis 90/Die Grünen)
- Lüdecke, Urban Dietrich von (1655–1729), deutscher Geheimrat und Kanzler zu Wolfenbüttel
- Lüdecke, Volker (* 1961), deutscher Theaterautor und Schauspieler
- Lüdecke, Wenzel (1917–1989), deutscher Filmproduzent
- Lüdecke, Wilhelm (1868–1938), deutscher Komponist und Musikverleger
- Lüdecke, Winfried (* 1886), deutscher Schriftsteller
- Lüdecke, Wolfgang, deutscher Sänger christlicher Popmusik
- Lüdecke-Cleve, August (1868–1957), deutscher Tier- und Landschaftsmaler
- Ludecus, Caroline (1755–1827), deutsche Schriftstellerin
- Ludecus, Matthäus (1517–1606), Domdechant in Havelberg
- Lüdeke, Alexander (* 1968), deutscher Autor und Übersetzer
- Lüdeke, Christoph Wilhelm (1737–1805), deutscher lutherischer Theologe
- Lüdeke, Dietrich (* 1932), deutscher Wirtschaftswissenschaftler und Hochschullehrer
- Lüdeke, Henning (1594–1663), deutscher Jurist und Bürgermeister von Hannover
- Lüdeke, Henry (1889–1962), US-amerikanischer Anglist und Amerikanist
- Lüdeke, Jan (* 1985), deutscher Sportjournalist, -kommentator, -moderator und Rugby-Union-Spieler
- Lüdeke, Johann Anton August (1772–1838), deutscher lutherischer Theologe
- Lüdeke, Klaus-Peter von (* 1947), deutscher Politiker (FDP), MdA
- Lüdeke, Marianne, deutsche Opernsängerin (Sopran)
- Lüdeke, Reinar (1941–2024), deutscher Finanzwissenschaftler
- Lüdeke, Roger (* 1966), deutscher Anglist und Hochschullehrer
- Lüdeke, Werner (* 1937), deutscher Komponist, Dirigent, Hornist und Publizist
- Lüdeking, Everhardus Wijnandus Adrianus (1830–1877), niederländischer Sanitätsoffizier und Naturforscher
- Lüdeking, Hans Ernst Christian (1864–1945), deutscher Pädagoge und Politiker (SPD)
- Lüdeking, Karlheinz (* 1950), deutscher Kunsthistoriker, Kunstwissenschaftler und Hochschullehrer
- Lüdeking, Rüdiger (* 1954), deutscher Diplomat
- Ludeko von Pomesanien, Bischof von Pomesanien
- Lüdeling, Anke (* 1968), deutsche Germanistin
- Lüdeling, Georg (1863–1960), deutscher Meteorologe
- Lüdemann, Barbara (1922–1992), deutsche Politikerin (FDP), MdB
- Lüdemann, Carl Peter Matthias (1805–1889), deutscher Theologe und Hochschullehrer
- Lüdemann, Carolin (* 1978), deutsche Sachbuchautorin und Business-Coach
- Lüdemann, Carsten-Ludwig (* 1964), deutscher Politiker (CDU), MdHB, Senator, Staatsrat
- Lüdemann, Dagny, deutsche Wissenschaftsjournalistin und Biologin
- Lüdemann, Daniel (1621–1677), deutscher lutherischer Theologe, Konsistorialrat und Generalsuperintendent der Generaldiözese Bremen-Verden
- Lüdemann, Georg Wilhelm von (1796–1863), deutscher Verwaltungsbeamter und Polizeidirektor sowie Reiseschriftsteller
- Lüdemann, Gerd (1946–2021), deutscher Theologe und HochschullehrerGerd Lüdemann (1946–2021)

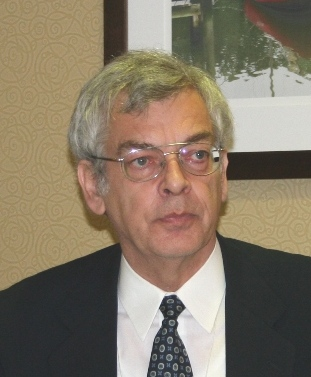
Gerd Lüdemann (1946–2021)

- Lüdemann, Hans (* 1961), deutscher Jazzpianist
- Lüdemann, Hans-Ulrich (1943–2019), deutscher Schriftsteller
- Lüdemann, Heinrich von (* 1798), deutscher Verwaltungsbeamter, Bürgermeister von Bochum
- Lüdemann, Heinz (1928–1997), deutscher Geograph
- Lüdemann, Hermann (1842–1933), deutscher evangelischer Theologe
- Lüdemann, Hermann (1880–1959), deutscher Politiker (SPD), MdLHermann Lüdemann (1880–1959)

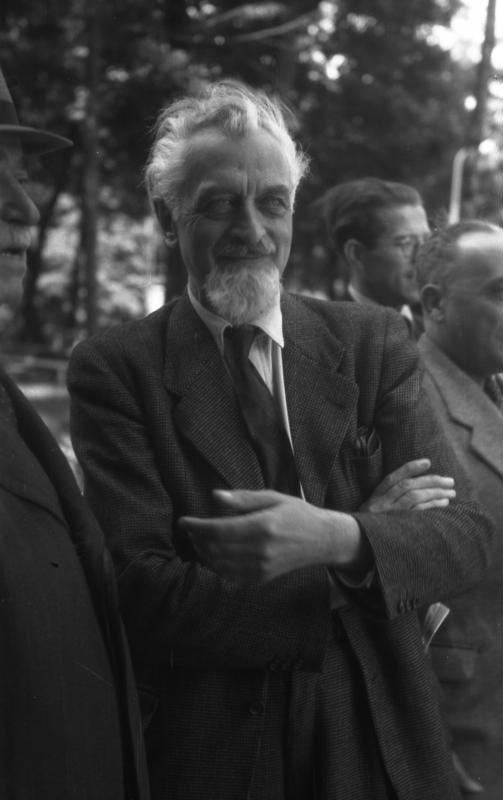
Hermann Lüdemann (1880–1959)

- Lüdemann, Hermann (* 1880), deutscher Politiker (SPD)
- Lüdemann, Jörn, deutscher Jurist
- Lüdemann, Karl-Friedrich (1912–1967), deutscher Eisenhüttenmann und Hochschullehrer
- Ludemann, Lorenzo (* 1992), deutscher Jazz-Trompeter und Flügelhornist
- Lüdemann, Mirko (* 1973), deutscher Eishockeyspieler
- Lüdemann, Nico (* 1978), deutscher Unternehmer
- Lüdemann, Susanne (* 1960), deutsche Literaturwissenschaftlerin und Hochschullehrerin
- Lüdemann, Volker (* 1966), deutscher Jurist und Hochschulprofessor
- Luden, Heinrich (1778–1847), deutscher Historiker
- Luden, Heinrich (1810–1880), deutscher Rechtswissenschaftler
- Luden, Jack (1902–1951), US-amerikanischer Schauspieler
- Luden, Lorenz (1592–1654), deutscher neulateinischer Dichter
- Lüden, Nicolaus Gerhard (1644–1683), Herzoglich Braunschweig-Lüneburgischer Hoflakai, Gesandter und Kurier während der Zweiten Belagerung Wiens durch die Osmanen
- Lüden, Walter (1914–1996), deutscher Fotograf
- Ludendorff, Erich (1865–1937), deutscher General der Infanterie und Politiker (DVFP, NSFP), MdRErich Ludendorff (1865–1937)

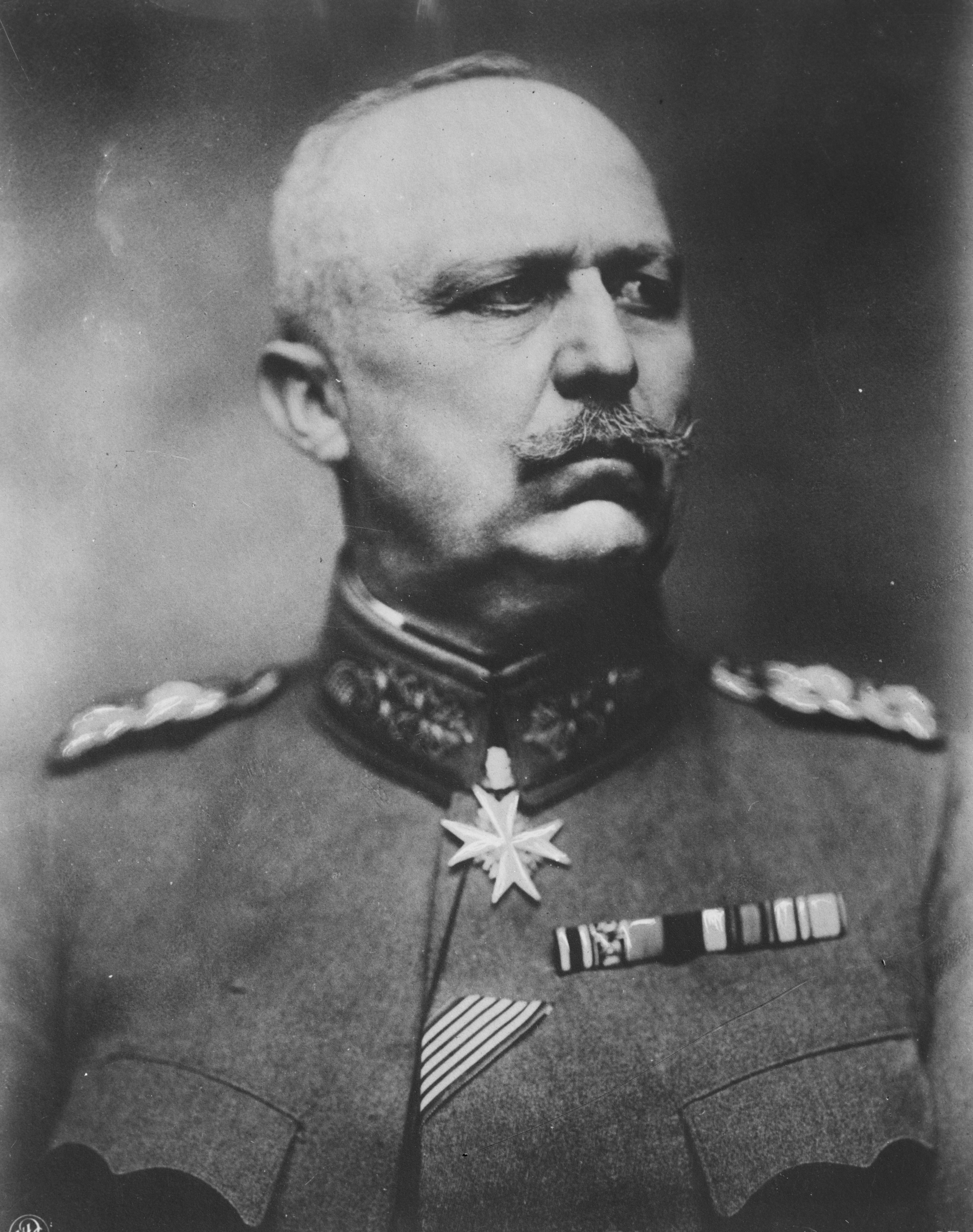
Erich Ludendorff (1865–1937)

- Ludendorff, Hans (1873–1941), Astronom und Astrophysiker
- Ludendorff, Mathilde (1877–1966), deutsche Neopaganistin, Politikerin, Psychiaterin
- Luder von Borch († 1251), Bischof von Verden
- Luder, Antoine (1804–1873), Schweizer Politiker
- Lüder, Dieter (1935–2023), deutscher Radsportler
- Lüder, Ernst (* 1932), deutscher Ingenieur und Professor für Netzwerk- und Systemtheorie
- Luder, Hans (1459–1530), deutscher Unternehmer, Hüttenmeister in der Grafschaft Mansfeld, Vaters des Reformators Martin Luther
- Luder, Hans (1913–1997), Schweizer Architekt
- Lüder, Heinz (* 1926), deutscher Politiker (NDPD), MdV
- Lüder, Heinz von (1490–1559), hessischer Ministeriale und Beamter
- Lüder, Klaus (* 1935), deutscher Ökonom
- Lüder, Ludwig von (1795–1862), bayerischer Feldzeugmeister und Kriegsminister
- Lüder, Manfred (1930–2023), deutscher Anästhesiologe
- Luder, Owen (1928–2021), britischer Architekt
- Luder, Peter († 1472), deutscher Wanderredner, Humanist, Mediziner und Gelehrter
- Luder, Roland (* 1964), Schweizer Journalist, Fernseredaktor und Moderator
- Lüder, Roswitha (* 1935), deutsche Malerin des Informel
- Luder, Sascha (* 1987), Schweizer Schauspieler und Musicaldarsteller
- Luder, Stefan (* 1967), Schweizer Curler
- Luder, Ulrich (1919–1987), Schweizer Journalist, Chefredaktor und Verwaltungsratspräsident sowie Politiker (FDP)
- Lüder, Wolfgang (1937–2013), deutscher Politiker (FDP), MdA, Berliner Bürgermeister, Wirtschaftssenator, MdB
- Lüder-Preil, Margitta (* 1939), deutsche Schauspielerin
- Luderer, Gunnar (* 1977), deutscher Physiker und Hochschullehrer
- Luderer, Renate (* 1931), deutsche Fernseh- und Theaterschauspielerin
- Luderer, Susanne (1961–2023), deutsche Juristin und Richterin
- Luderer, Ulrike (* 1954), deutsche Schauspielerin
- Luderer, Wolfgang (1924–1995), deutscher Drehbuchautor und Regisseur
- Lüderitz, Adolf (* 1834), deutscher Großkaufmann und Begründer der Kolonie Deutsch-SüdwestafrikaAdolf Lüderitz (* 1834)

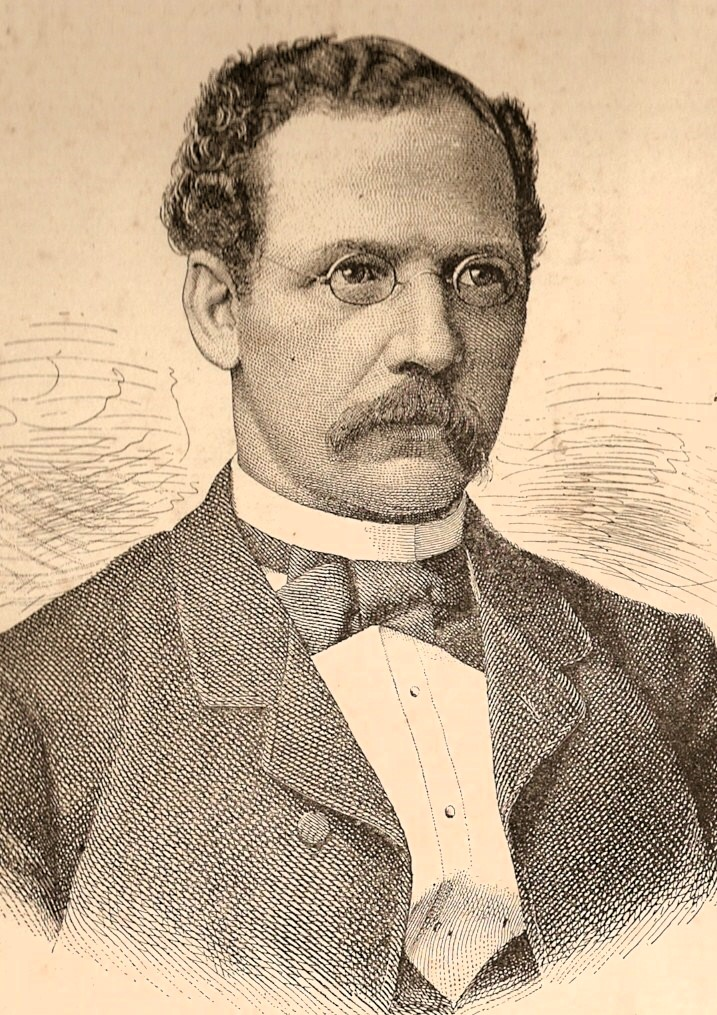
Adolf Lüderitz (* 1834)

- Lüderitz, Alexander (1932–1998), deutscher Rechtswissenschaftler
- Lüderitz, Alexander (* 1973), deutscher Schwimmer
- Lüderitz, André (* 1958), deutscher Politiker (Die Linke), MdL
- Lüderitz, August (1838–1922), deutscher Großkaufmann und Mitbegründer der Kolonie Deutsch-Südwestafrika
- Lüderitz, Berndt (1940–2021), deutscher Kardiologe und Hochschullehrer
- Lüderitz, Carl (1854–1930), Allgemeinmediziner
- Lüderitz, David Hans Christoph von (1699–1756), preußischer Generalmajor
- Lüderitz, Elisabeth (1858–1930), deutsche Malerin
- Lüderitz, Friedrich Ulrich Wilhelm von (1635–1713), kurbrandenburger Generalmajor und Kommandant von Küstrin
- Lüderitz, Friedrich Wilhelm von (1717–1785), preußischer Oberst und Landjägermeister
- Lüderitz, Gustav (1803–1884), deutscher Kupferstecher und Lithograph
- Lüderitz, Hans Erdmann von (1655–1732), preußischer Generalmajor der Kavallerie sowie Erbherr auf Wittenmoor, Einwickel und Arensdorf
- Lüderitz, Hermann (1864–1909), deutscher Diplomat in Marokko
- Lüderitz, Hermann von (1814–1889), preußischer Generalleutnant und deutscher Politiker, MdR
- Lüderitz, Jörg (1935–2024), deutscher Buchhändler und Autor
- Lüderitz, Karl Friedrich von (1701–1762), preußischer Oberst und Chef des Berliner Land-Regiments
- Lüderitz, Karl Ludwig von (1714–1778), preußischer Oberst
- Lüderitz, Karl Philipp (1817–1900), hannoverischer Oberstleutnant, königlich preußischer Generalleutnant und zuletzt Oberlandstallmeister
- Lüderitz, Otto (1920–2015), deutscher Immunologe
- Lüderitz, Otto von (1818–1885), preußischer Generalleutnant
- Lüderitz, Rafi (1930–1968), deutscher Jazz-Pianist und Schlagzeuger
- Lüderitz, Ralph (1950–2017), deutscher Eisenbahnfotograf und Autor
- Lüderitz, Samuel Ludwig von (1699–1778), deutscher Politiker, Präsident der halberstädtischen Regierung
- Lüderitz, Volker (* 1959), deutscher Politiker (PDS), MdL
- Lüderitz, Werner (1929–2024), deutscher Tischtennisfunktionär
- Lüderitz, Wilhelm Adolph von, preußischer Oberstleutnant
- Lüderitz, Wilhelm von (1828–1882), preußischer Generalmajor
- Lüderitz, Wolfgang (1926–2012), deutscher Komponist von Chormusik
- Lüders, Adolph Friedrich (1791–1831), deutsch-dänischer Mediziner
- Lüders, Alexander Nikolajewitsch von (1790–1874), russischer General
- Lüders, Carl Wilhelm (* 1834), deutscher Lithograf
- Lüders, Carl-Heinz (1913–2006), deutscher Diplomat
- Lüders, Christine (* 1953), deutsche Politikerin und Managerin
- Lüders, Dieter (* 1956), deutscher Fußballspieler
- Lüders, Else (1872–1948), deutsche Politikerin (CDU)
- Lüders, Else (1879–1956), deutsche Bühnen- und Filmschauspielerin
- Lüders, Else (1880–1945), Indologin
- Lüders, Erwin (1832–1909), deutscher Ingenieur und Politiker (DFP), MdR
- Lüders, Friedrich (1813–1904), deutschamerikanischer Naturforscher
- Lüders, Gerhard (1666–1723), deutscher Kaufmann und Ratsherr der Hansestadt Lübeck
- Lüders, Gerhart (1920–1995), deutscher theoretischer Physiker
- Lüders, Günther (1905–1975), deutscher Schauspieler, Hörspielsprecher und Regisseur
- Lüders, Hans O., US-amerikanischer Neurologe
- Lüders, Heinrich (1832–1899), deutscher Jurist und Politiker
- Lüders, Heinrich (1869–1943), deutscher Orientalist und Indologe
- Lüders, Hermann (1630–1692), deutscher Goldschmied und Münzmeister
- Lüders, Hermann (1836–1908), deutscher Zeichner, Illustrator und Genre- und Historienmaler
- Lüders, Johann (1592–1633), deutscher Jurist und Hochschullehrer
- Lüders, Johann Christoph (1803–1872), deutscher Industrieller und Kommunalpolitiker
- Lüders, Johann Franz (1695–1760), deutscher Hofmaler
- Lüders, Karsten (* 1957), deutscher Fußballspieler (DDR)
- Lüders, Klaus (* 1936), deutscher Physiker
- Lüders, Ludwig (1822–1908), deutscher Lehrer, Erfinder und Konstrukteur
- Lüders, Manfred (* 1958), deutscher Pädagoge
- Lüders, Marc (* 1963), deutscher Künstler
- Lüders, Marie-Elisabeth (1878–1966), deutsche Politikerin (DDP, FDP), MdR und Frauenrechtlerin
- Lüders, Michael (* 1959), deutscher Politik- und IslamwissenschaftlerMichael Lüders (* 1959)

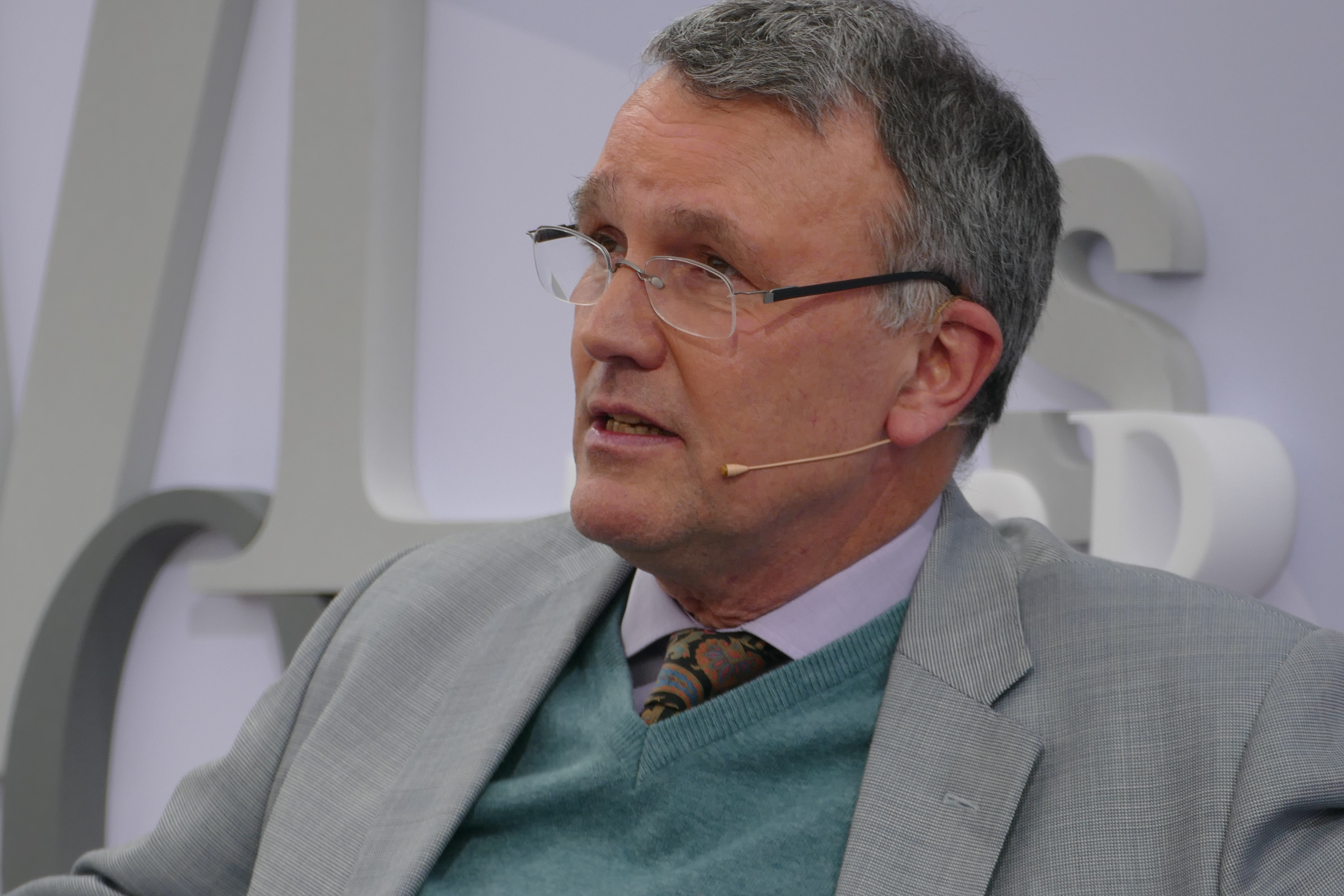
Michael Lüders (* 1959)

- Lüders, Nadja (* 1970), deutsche Politikerin (SPD), MdL
- Lüders, Niels-Olaf (* 1966), deutscher Anwalt und Politiker (BSW, Die Linke), MdL Brandenburg
- Lüders, Otto (1844–1912), deutscher klassischer Archäologe und Botschafter
- Lüders, Philipp Ernst (1702–1786), deutscher Landwirtschaftsreformer und Pädagoge
- Lüders, Rolf (* 1935), chilenischer Wirtschaftswissenschaftler, Unternehmer, Wissenschaftler, Politiker und ehemaliger Staatsminister der Militärdiktatur von Augusto Pinochet
- Lüders, Walther (* 1896), deutscher Maschinenbauer und Widerstandskämpfer gegen den Nationalsozialismus
- Lüders, Werner (* 1953), deutscher Flottillenadmiral der Deutschen Marine
- Lüders, Wilhelm (1838–1917), deutscher Jurist
- Luderschmid, Florian (* 1976), deutscher VerwaltungsjuristFlorian Luderschmid (* 1976)

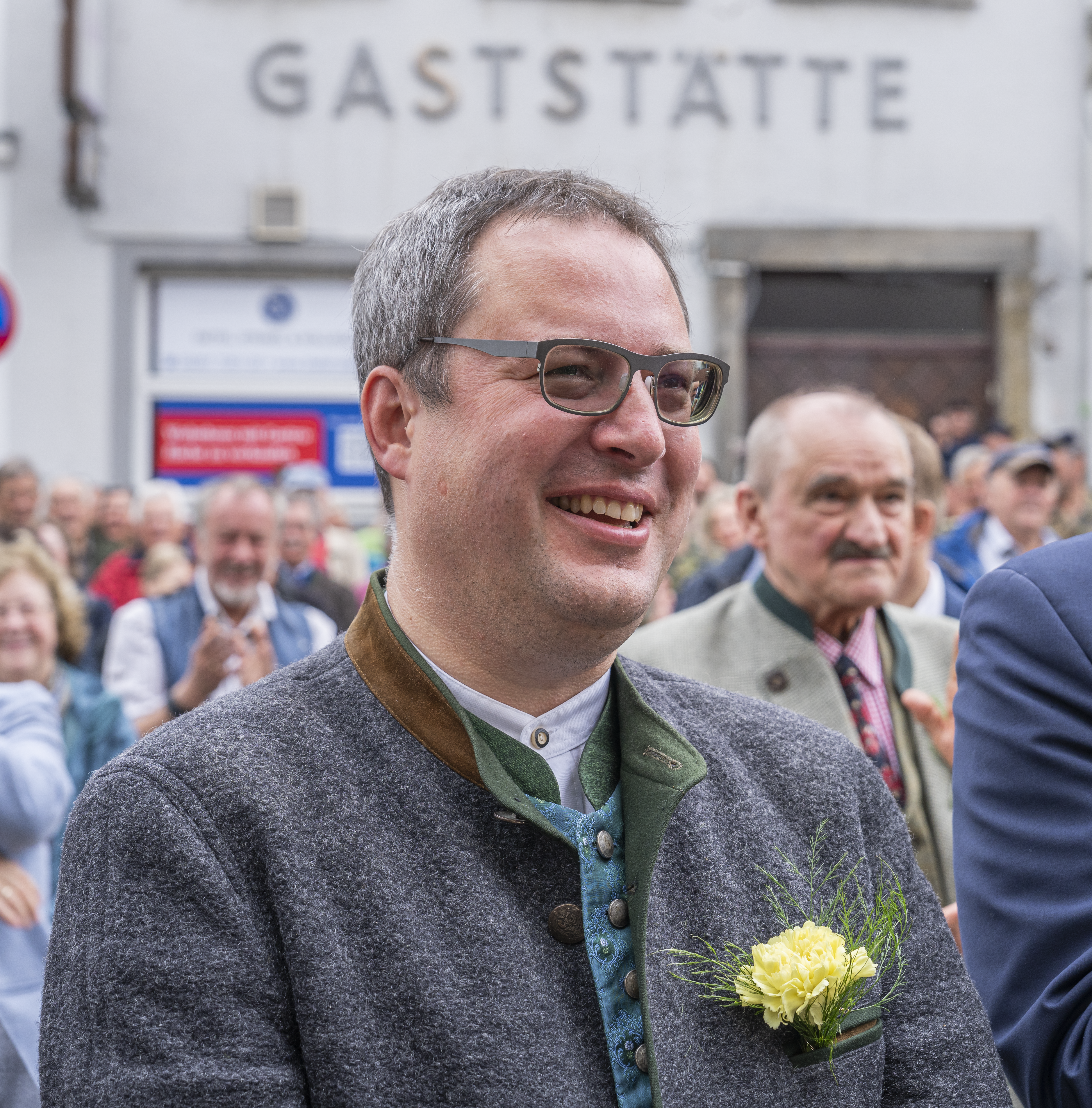
Florian Luderschmid (* 1976)

- Lüdersdorff, Friedrich Wilhelm (1801–1886), deutscher Chemiker, preußischer Politiker
- Lüderssen, Klaus (1932–2016), deutscher Rechtswissenschaftler und Autor
- Luderus de Rameslo, deutscher Kleriker und Ratssekretär der Hansestadt Lübeck
- Lüderwald, Johann Balthasar (1722–1796), deutscher lutherischer Theologe und Geistlicher
- Lüderwaldt, Andreas (* 1944), deutscher Musikethnologe
- Ludes, Josef (1912–1985), deutscher Verwaltungsbeamter und Politiker (SPD), MdL
- Ludes, Manfred (1928–2011), deutscher Architekt
- Ludes, Peter (* 1950), deutscher Kommunikationswissenschaftler
- Ludescher, Georg (* 1931), österreichischer Politiker (ÖVP), Mitglied des Bundesrates
- Ludescher, Hans (1931–2012), österreichischer Politiker (ÖVP), Landtagsabgeordneter zum Vorarlberger Landtag
- Ludescher, Hans-Peter (* 1961), österreichischer Polizist, Landespolizeidirektor von Vorarlberg
- Ludescher, Thomas (* 1969), österreichischer Musiker, Dirigent, Komponist, und Musikpädagoge
- Ludescher, Walter (* 1942), österreichischer Fußballspieler und -trainer
- Ludewig, Bernhard (* 1974), deutscher Grafiker und Fotograf
- Ludewig, Christa (* 1953), deutsche Politikerin (CDU), MdL
- Ludewig, Florian (* 1981), deutscher BMX-Radsportler
- Ludewig, Friedrich (* 1977), deutsch-britischer Architekt
- Ludewig, Friedrich August (1768–1840), deutscher Geistlicher, Pädagoge und Schriftsteller
- Ludewig, Friedrich Max (1852–1920), deutscher Politiker (DDP)
- Ludewig, Gisbert (* 1930), deutscher Kletterer und Bergsteiger
- Ludewig, Gottfried (* 1982), deutscher Politiker (CDU), MdA
- Ludewig, Hans (* 1875), deutscher Manager der Chemischen Industrie
- Ludewig, Hans-Ulrich (* 1943), deutscher Historiker
- Ludewig, Harry (1874–1950), deutscher Jurist und Beamter
- Ludewig, Heinz (1889–1950), deutscher Fußballspieler und Trainer
- Ludewig, Johann (1715–1760), deutscher Bauer und Steuereinnehmer
- Ludewig, Johann (1882–1962), deutscher Schlosser und Politiker (SPD)
- Ludewig, Johann Peter von (1668–1743), deutscher Historiker
- Ludewig, Johanna (1891–1958), deutsche Politikerin (KPD), MdL Preußen
- Ludewig, Johannes (* 1945), deutscher Staatssekretär und WirtschaftsmanagerJohannes Ludewig (* 1945)

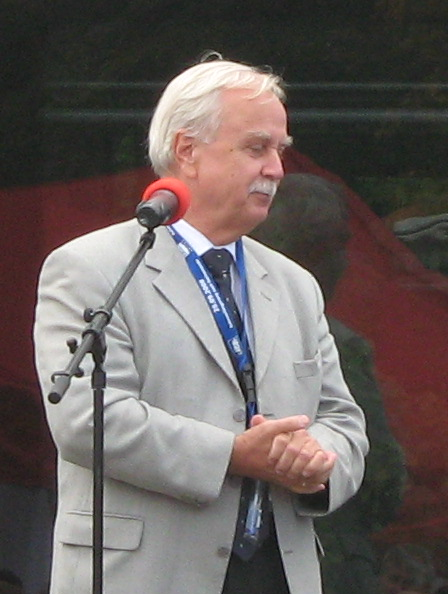
Johannes Ludewig (* 1945)

- Ludewig, Jörg (* 1975), deutscher Radrennfahrer
- Ludewig, Jutta (1936–2022), deutsche Solotänzerin, Choreografin und Tanzpädagogin
- Ludewig, Kilian (* 2000), deutscher Fußballspieler
- Ludewig, Kurt (* 1942), deutscher Psychologe und systemischer Psychotherapeut
- Ludewig, Maria Magdalena (1982–2018), deutsche Regisseurin und Kuratorin
- Ludewig, Paul (1885–1927), deutscher Physiker
- Ludewig, Peter (1941–2021), deutscher RockmusikerPeter Ludewig (1941–2021)

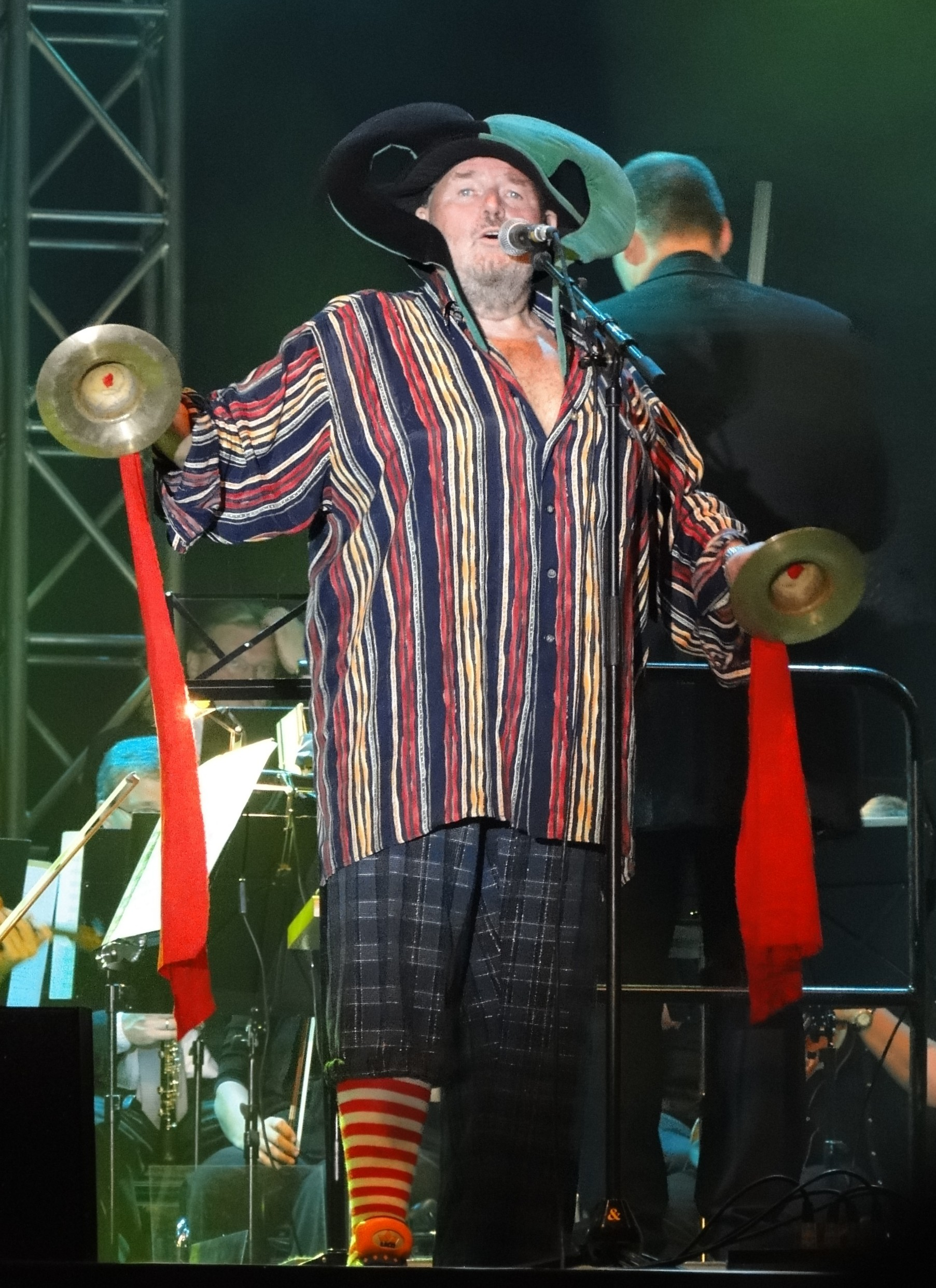
Peter Ludewig (1941–2021)

- Ludewig, Reinhard (1923–2016), deutscher Pharmakologe, Toxikologe und Hochschullehrer
- Ludewig, Uwe (* 1967), deutscher Agrarwissenschaftler an der Universität Hohenheim
- Ludewig, Walter (1907–1988), deutscher Ingenieur und Manager sowie VDI-Vorsitzender
- Ludewig, Walter (1910–2007), deutscher Unternehmer
- Ludewig, Walther (1923–2012), deutscher Politiker (FDP), MdB
- Ludewig, Willi (1902–1963), deutscher Architekt
- Ludewig, Wolfgang (1926–2017), deutscher Komponist und Rundfunkautor

### Ludf
- Ludford, Sarah (* 1951), britische Politikerin (Liberal Democrats), MdEP

### Ludg
- Ludgate, Percy (1883–1922), irischer Erfinder
- Ludger von Rosdorf, Domherr zu Mainz, Propst von Witterda und Rostorf, zuständig für Kloster Walkenried

### Ludh
- Ludhianvi, Rashid Ahmad (1922–2002), großer Ulema
- Ludhova, Livia (* 1973), slowakische Physikerin und Hochschullehrerin in Deutschland

### Ludi
- Lüdi Kong, Eva (* 1968), Schweizer Sinologin, Übersetzerin und Kulturvermittlerin
- Ludi, Carlalberto (* 1982), italienischer Fußballspieler
- Lüdi, Fritz (1903–1963), Schweizer Hochfrequenztechniker
- Lüdi, Georges (1943–2022), Schweizer Linguist und Romanist
- Lüdi, Heidi (* 1947), Schweizer Bergsteigerin
- Lüdi, Heidi (* 1949), Schweizer Szenenbildnerin
- Lüdi, Heinz (* 1958), Schweizer Fußballspieler
- Ludi, Melody, englische Tischtennis-Nationalspielerin
- Ludi, Regula (* 1965), Schweizer Holocaustforscherin
- Lüdi, Sanna (* 1986), Schweizer Freestyle-Skisportlerin
- Lüdi, Toni (* 1945), deutscher Szenenbildner und Bühnenbildner
- Lüdi, Werner (1888–1968), Schweizer Botaniker und Hochschullehrer
- Lüdi, Werner (1936–2000), Schweizer Jazzmusiker (Alt- und Baritonsaxophon) und Autor
- Lüdicke, Arthur (* 1851), deutscher Ingenieur und Hochschullehrer
- Lüdicke, Bettina (* 1958), deutsche Bildhauerin und Zeichnerin
- Lüdicke, Jochen (* 1958), deutscher Rechtsanwalt und Steuerberater sowie Honorarprofessor
- Lüdicke, Jürgen (1956–2020), deutscher Jurist und Hochschullehrer
- Lüdicke, Klaus (* 1943), deutscher römisch-katholischer Theologe
- Lüdicke, Marianne (1919–2012), deutsche Bildhauerin
- Lüdicke, Otto (1912–1999), deutscher Feldhandballspieler
- Lüdicke, Paul (1866–1931), deutscher Rechtsanwalt, Notar und Abgeordneter (DNVP), MdL
- Lüdicke, Peter René (* 1957), deutscher Theater- und Filmschauspieler
- Lüdicke, Reinhard (1878–1947), deutscher Archivar
- Ludig, Günther (1933–2012), deutscher Kunsterzieher und Hochschullehrer
- Lüdig, Mihkel (1880–1958), estnischer Komponist
- Ludigs, Dirk (* 1965), deutscher Journalist und Autor
- Ludik, Stefan (* 1981), namibischer Musiker, Fernsehpersönlichkeit, Schauspieler und Sportler
- Lüdike, Florian (* 1983), deutscher Beachvolleyballspieler
- Ludíková, Kristína (* 1988), tschechische Badmintonspielerin
- Ludíková, Věra (* 1943), tschechische Dichterin und Esperanto-Autorin
- Ludin, Adolf (1879–1968), deutscher Wasserbau-Ingenieur und Hochschullehrer
- Ludin, Attiqullah, afghanischer Politiker
- Ludin, Fereshta (* 1972), deutsche Lehrerin afghanischer Herkunft, wollte beim Schulunterricht nicht auf das Tragen eines Kopftuchs verzichten
- Ludin, Friedrich (1875–1941), deutscher Autor und Lehrer
- Ludin, Hakim (* 1955), deutscher Perkussionist afghanischer Herkunft
- Ludin, Hanns (1905–1947), deutscher Offizier der Reichswehr und Politiker (NSDAP), MdRHanns Ludin (1905–1947)

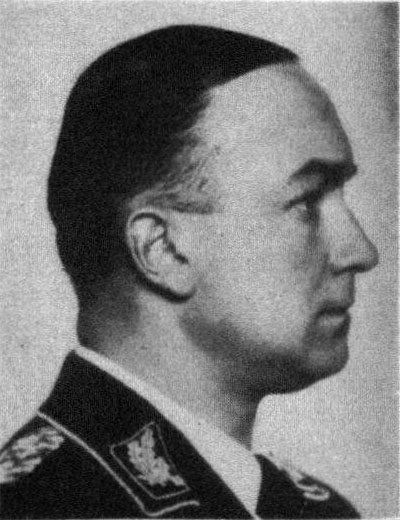
Hanns Ludin (1905–1947)

- Ludin, Hans-Peter (* 1936), Schweizer Neurologe
- Lüdin, Katharina (* 1990), Schweizer Regisseurin und Filmemacherin
- Ludin, Malte (* 1942), deutscher Film-Produzent und Dokumentarfilmer
- Lüdin, Max (1883–1960), Schweizer Rechtsmediziner
- Ludin, Mohammed Kabir (1907–1966), afghanischer Diplomat
- Ludin, Walter (1908–1964), Schweizer Ruderer
- Ludin, Walter (* 1945), Schweizer Kapuzinerpater, Journalist
- Luding, Ernst (1942–2022), deutscher Eisschnelllauftrainer
- Luding, Martin (* 1971), deutscher Theater- und Filmschauspieler
- Luding-Rothenburger, Christa (* 1959), deutsche Eisschnellläuferin und Bahnradsportlerin
- Lüdinghausen genannt Wolff, Bernd von (1864–1930), preußischer Landrat und Polizeipräsident
- Lüdinghausen genannt Wolff, Johann von (1770–1828), russischer Generalleutnant deutschbaltischer Abstammung
- Lüdinghausen genannt Wolff, Wilhelm von (1596–1647), schwedischer Generalmajor
- Lüdinghausen Wolff, Friedrich von (1643–1708), deutscher Jesuit, kaiserlicher Capellan, Berater des Kaisers Leopold
- Lüdinghausen, Alexander von († 1314), Dompropst in Münster (1313–1314)
- Lüdinghausen, Gottfried von († 1379), Domherr in Münster
- Lüdinghausen, Otto von (1881–1948), deutscher Jurist
- Lüdinghausen, Reinhold von (1900–1988), deutscher Bankier
- Lüdinghausen, Thomas von (* 1976), deutscher Flötist
- Lüdinghausen-Wolff, Ferdinand von (1910–1977), deutscher Bürgermeister und Landrat
- Lüdinghausen-Wolff, Georg Christoph von (1751–1807), kurländischer Kanzler und Landhofmeister
- Lüdinghusen, Anton (1511–1571), Bürgermeister von Lübeck
- Lüdinghusen, Johann (1541–1589), Bürgermeister von Lübeck
- Lüdinghusen, Nikolaus († 1528), deutscher Kaufmann und Ratsherr der Hansestadt Lübeck
- Ludington, Harrison (1812–1891), US-amerikanischer Politiker
- Ludington, Marshall (1839–1919), US-amerikanischer Brigadegeneral der US Army
- Ludington, Nancy (* 1939), US-amerikanische Eiskunstläuferin
- Ludington, Ronald (1934–2020), US-amerikanischer Eiskunstläufer
- Ludington, Sybil (1761–1839), Person im US-Unabhängigkeitskrieg
- Ludington, Tyler, US-amerikanischer Biathlet

### Ludk
- Lüdke, Albin (1907–1974), deutscher Widerstandskämpfer gegen den Nationalsozialismus
- Lüdke, Andrea (* 1963), deutsche SchauspielerinAndrea Lüdke (* 1963)

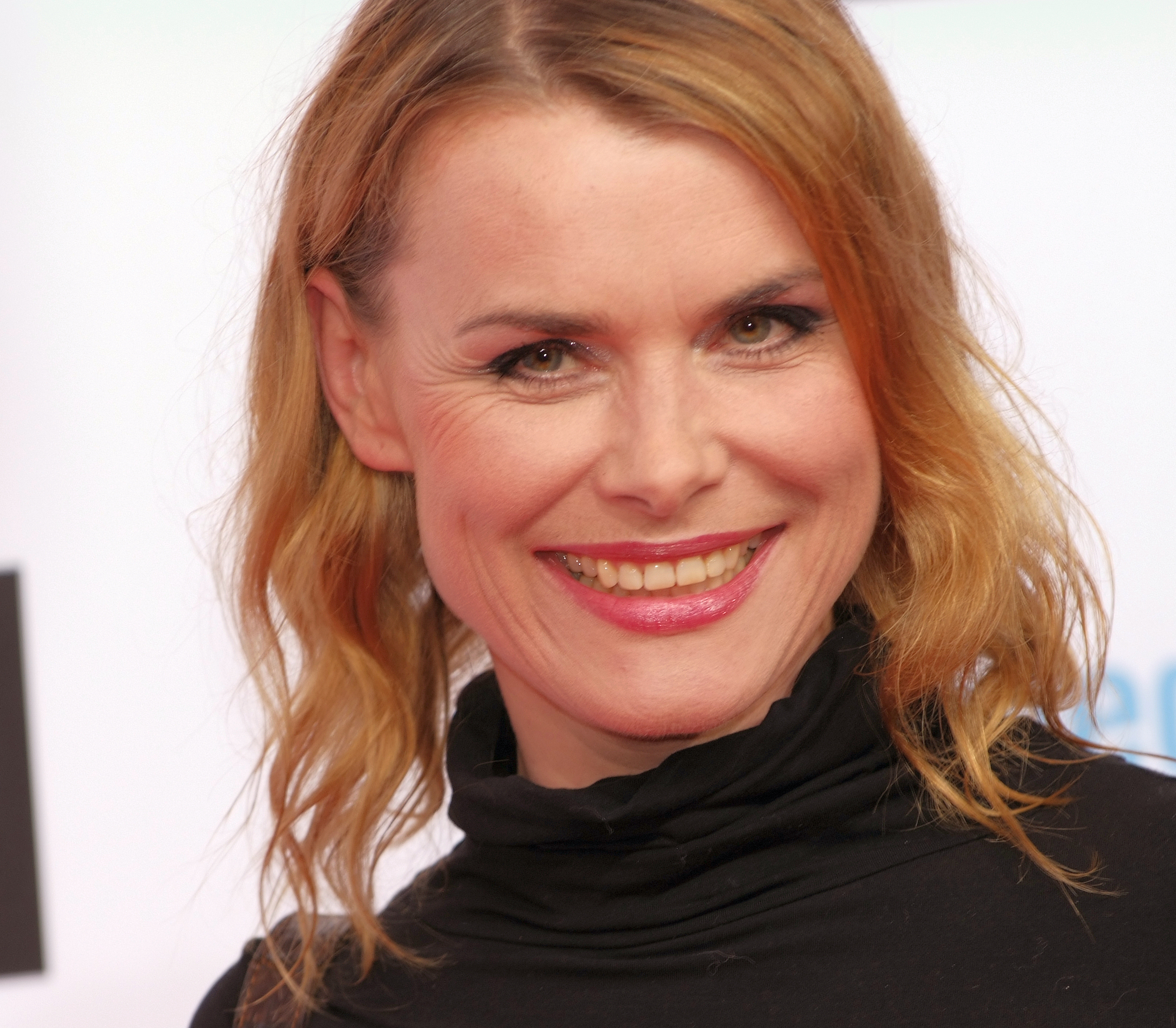
Andrea Lüdke (* 1963)

- Lüdke, Bruno (1908–1944), vermeintlicher deutscher Serienmörder
- Lüdke, Dietmar (* 1943), deutscher Kunsthistoriker
- Lüdke, Erich (1882–1946), deutscher General der Infanterie im Zweiten Weltkrieg
- Lüdke, Frank (* 1965), deutscher evangelischer Theologe und Hochschullehrer
- Lüdke, Friedrich Germanus (1730–1792), Theologe, Feldprediger, Erzdiakon Nikolaikirche in Berlin
- Lüdke, Germanus (1683–1735), evangelischer Theologe, Archidiakon am Dom zu Stendal
- Lüdke, Günter (1930–2011), deutscher Schauspieler, Hörspielsprecher und Synchronsprecher
- Lüdke, Gustav Germanus (1808–1894), preußischer Amtsrat, Domänenpächter und Rittergutsbesitzer
- Lüdke, Hermann (1911–1968), deutscher Flottillenadmiral
- Lüdke, Johannes (* 1910), deutscher Filmeditor und Dokumentarfilmregisseur
- Lüdke, Karl Friedrich Wilhelm (1778–1834), preußischer Oberamtmann und Domänenpächter in Brunn, Waldow und Altlandsberg
- Lüdke, Klaus-Peter (* 1968), deutscher Autor, Pfarrer der Evangelischen Landeskirche in Württemberg
- Lüdke, Kristina (* 1967), deutsche Moderatorin
- Lüdke, Martin (* 1943), deutscher Literaturwissenschaftler und Literaturkritiker
- Lüdke, Tamara (* 1991), deutsche Politikerin (SPD), MdA

### Ludl
- Ludl, Josef (1868–1917), österreichischer Schauspieler und Operettensänger
- Ludl, Josef (1916–1998), tschechoslowakischer Fußballspieler und -trainer
- Ludlam, Charles (1943–1987), US-amerikanischer Film- und Theaterschauspieler, Dramatiker
- Ludlam, Scott (* 1970), australischer Politiker
- Ludloff, Albrecht (* 1924), deutscher Ingenieur und Erfinder
- Ludloff, Carl (* 1842), deutsch-amerikanischer Kaufmann und Bienenzüchter
- Ludloff, Friedrich (* 1838), deutscher Landwirt, Gutspächter und Industrieller
- Ludloff, Friedrich Carl (1766–1824), deutscher Forstsekretär und Heimatschriftsteller
- Ludloff, Friedrich Carl (1808–1878), deutscher Theologe, Ministerial- und Kirchenrat
- Ludloff, Fritz (1875–1924), deutscher Expeditionsteilnehmer, Oberstleutnant
- Ludloff, Gottlieb Friedrich (1751–1825), deutscher Regierungssekretär, Fürstlicher Rat, Botenmeister und Leiter der fürstlichen Naturaliensammlung Sondershausen
- Ludloff, Gottlieb Wilhelm (1782–1840), kaiserlich russischer Bergbaubeamter
- Ludloff, Hanfried (1899–1987), deutsch-amerikanischer Physiker und Hochschullehrer
- Ludloff, Heather (* 1961), US-amerikanische Tennisspielerin
- Ludloff, Hermann (1828–1898), deutscher Domänenpächter und Rittergutsbesitzer
- Ludloff, Jens (* 1964), deutscher Architekt und Hochschullehrer
- Ludloff, Johann Friedrich (1723–1790), schwarzburgischer Landschaftsrat
- Ludloff, Karl, deutschamerikanischer Geologe und Bergbauingenieur
- Ludloff, Karl (1864–1945), deutscher Orthopäde, Chirurg
- Ludloff, Louis (1807–1867), deutscher Rittergutbesitzer und Landtagsabgeordneter
- Ludloff, Max (1839–1911), deutscher Kaufmann und Unternehmer
- Ludloff, Richard (* 1860), deutscher Übersetzer, Autor und Dichter
- Ludloff, Rudolf (* 1868), deutscher Architekt und Bildhauer
- Ludloff, Rudolf (* 1927), deutscher Wirtschafts- und Technikhistoriker
- Ludloff, Rudolf Friedrich (1800–1839), deutscher Ökonom, Landkammerrat
- Ludloff, Rudolf Friedrich (* 1848), deutscher Landwirt, Autor, Hauptmann
- Ludloff, Rudolf Max (1863–1933), deutscher Architekt
- Ludlow, Clara Southmayd (1852–1924), US-amerikanische Entomologin
- Ludlow, Edmund († 1692), englischer Politiker und General
- Ludlow, Elizabeth (* 1989), US-amerikanische Schauspielerin
- Ludlow, Fitz Hugh (1836–1870), US-amerikanischer Schriftsteller
- Ludlow, Frank (1885–1972), englischer Botaniker und Himalaya-Forscher
- Ludlow, Fred (1895–1984), US-amerikanischer Motorradrennfahrer, Motorradweltrekordhalter (1924)
- Ludlow, George C. (1830–1900), US-amerikanischer Politiker
- Ludlow, Jayne (* 1979), walisische Fußballspielerin
- Ludlow, Libby (* 1981), US-amerikanische Skirennläuferin
- Ludlow, Louis (1873–1950), US-amerikanischer Politiker
- Ludlow, Peter (* 1957), amerikanischer Philosoph
- Ludlow, Richard († 1498), englischer Ritter
- Ludlow-Hewitt, Edgar (1886–1973), britischer Luftwaffenoffizier
- Ludlum, Robert (1927–2001), US-amerikanischer Schriftsteller, Schauspieler und Produzent

### Ludm
- Ludmilla Elisabeth von Schwarzburg-Rudolstadt (1640–1672), Gräfin von Schwarzburg-Rudolstadt und deutsche Kirchenlieddichterin
- Ludmilla von Böhmen († 921), böhmischen LandesheiligeLudmilla von Böhmen († 921)

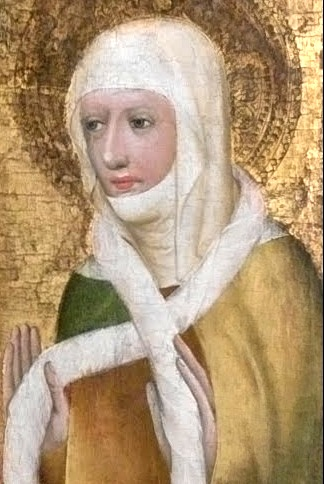
Ludmilla von Böhmen († 921)

- Ludmilla von Böhmen († 1240), böhmische Prinzessin und durch Heirat Herzogin von Bayern
- Ludmilla von Podiebrad (1456–1503), Herzogin von Liegnitz, Brieg und Ohlau
- Ludmilová, Monika (* 1967), tschechische Handballspielerin und -trainerin

### Ludo
- Ludolf, Schultheiß von Frankfurt am Main
- Ludolf († 983), Abt von Werden und Helmstedt
- Ludolf († 983), Abt von Corvey
- Ludolf I. († 1250), Bischof von Ratzeburg (1236–1250)
- Ludolf II. von Hallermund († 1256), Graf von Hallermund-Loccum
- Ludolf König von Wattzau, Hochmeister des Deutschen Ordens
- Ludolf von Bevern, Domherr im Bistum Münster
- Ludolf von Brandenburg († 1137), Bischof von Brandenburg
- Ludolf von Holte († 1247), Bischof von Münster
- Ludolf von Kroppenstedt († 1205), Erzbischof von Magdeburg
- Ludolf von Kurland († 1359), Bischof von Kurland
- Ludolf von Langen, Domherr in Münster
- Ludolf von Mihla († 1285), Bischof von Naumburg
- Ludolf von Oer, Domherr in Münster
- Ludolf von Oldenburg-Bruchhausen († 1278), Graf von Altbruchhausen
- Ludolf von Rechede († 1301), Domherr in Münster
- Ludolf von Rostorf († 1304), Bischof von Minden
- Ludolf von Sachsen, Mönch und ErbauungsschriftstellerLudolf von Sachsen

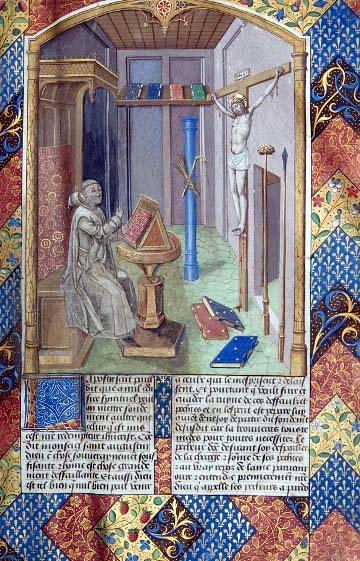
Ludolf von Sachsen

- Ludolf von Sagan († 1422), Abt und Propst des Augustiner-Chorherrenstifts Sagan, Verfasser theologischer Schriften
- Ludolf von Schladen († 1289), Bischof zu Halberstadt, Weihbischof im Bistum Schwerin
- Ludolf von Schwanebeck, Bischof von Brandenburg
- Ludolf von Steinfurt († 1360), Domherr in Münster
- Ludolf von Sudheim, Geistlicher
- Ludolf von Trier († 1008), Erzbischof von Trier (994–1008)
- Ludolf von Wedel, Truchseß des Markgrafen Otto IV. von Brandenburg
- Ludolf, Carl Wilhelm von (1754–1803), österreichischer Diplomat und Orientalist
- Ludolf, Ferdinand (1846–1906), deutscher Architekt
- Ludolf, Georg Melchior von (1667–1740), deutscher Rechtswissenschaftler und Assessor am Reichskammergericht zu Wetzlar
- Ludolf, Hans-Herbert, deutscher Handballtrainer
- Ludolf, Heinrich Wilhelm (1655–1712), deutscher Sprachwissenschaftler
- Ludolf, Hieronymus von (1708–1764), deutscher Arzt und Chemiker
- Ludolf, Hiob (1624–1704), deutscher Philologe, Begründer der ÄthiopistikHiob Ludolf (1624–1704)

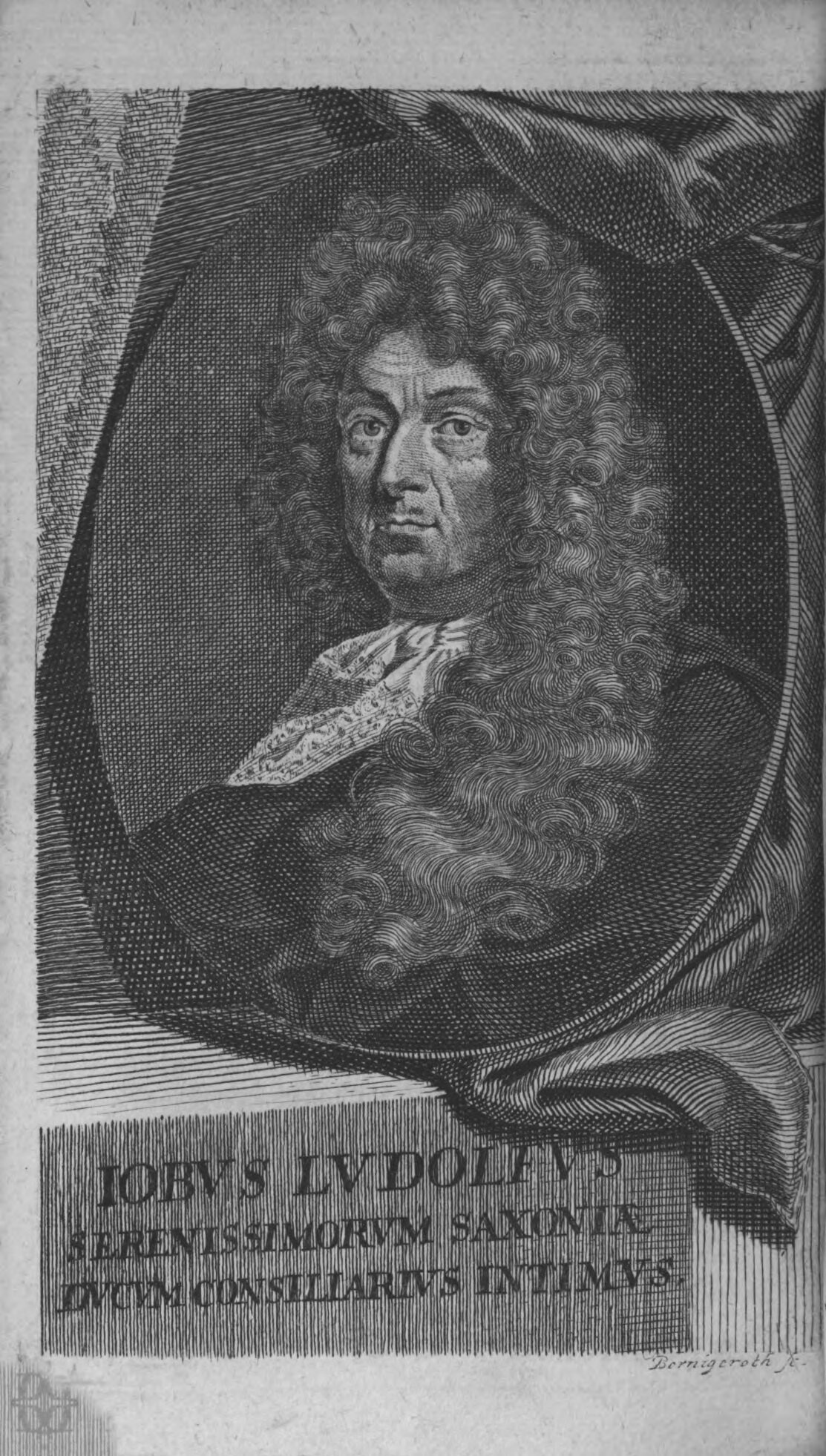
Hiob Ludolf (1624–1704)

- Ludolf, Julius (1893–1947), deutscher SS-Obersturmführer, Mitglied der Waffen-SS und Kommandant diverser Nebenlager des KZ Mauthausen in Oberösterreich
- Ludolini, Sandro (* 1983), italienischer Unihockeyspieler
- Ludolph, Albert Christian (* 1953), deutscher Neurologe
- Ludolph, Andrea (1962–2015), deutsche Kinder- und Jugendpsychiaterin und -psychotherapeutin
- Ludolph, Emmy (1863–1929), deutschsprachige Schriftstellerin und Gründungsmitglied sowie erste Präsidentin des „Verein der Erwerbenden Frauen Meran“, in Südtirol, Italien
- Ludolph, Sören (* 1988), deutscher Leichtathlet
- Ludolphi, Heinrich August Theodor (1811–1848), deutscher Schriftsteller
- Ludolphy, Ingetraut (1921–2014), deutsche Theologin
- Ludorf, Julius (1919–2015), deutscher Fußballspieler und Trainer
- Ludorff, Albert (1848–1915), deutscher Architekt und Denkmalpfleger
- Ludorff, Franz (1852–1896), deutscher Pädagoge und Schriftsteller
- Ludosky, Priscillia (* 1985), französische Bankangestellte und Mitbegründerin der Gelbwestenbewegung
- Ludovica Cristina von Savoyen (1629–1692), Prinzessin aus dem Haus SavoyenLudovica Cristina von Savoyen (1629–1692)

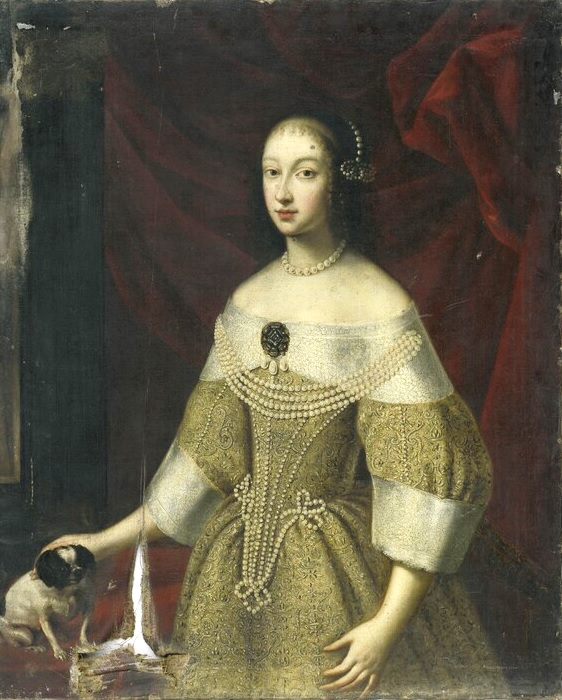
Ludovica Cristina von Savoyen (1629–1692)

- Ludovica Margaretha von Zweibrücken-Bitsch (1540–1569), deutsche Adlige
- Ludovici, Anthony (1882–1971), englischer Philosoph, Soziologe und Gesellschaftskritiker
- Ludovici, Carl Günther (1707–1778), deutscher Philosoph und Wirtschaftswissenschaftler, Lexikograf
- Ludovici, Christian (1663–1732), deutscher Hochschullehrer
- Ludovici, Friedrich (1792–1869), braunschweigischer Generalmajor
- Ludovici, Gottfried (1670–1724), deutscher lutherischer Theologe, Hymnologe und Kirchenlieddichter
- Ludovici, Jakob Friedrich (1671–1723), deutscher Rechtswissenschaftler
- Ludovici, Johannes († 1480), Schweizer Übersetzer und Poet
- Ludovici, Michael (1602–1680), deutscher lutherischer Theologe
- Ludovicus scriptor, Prämonstratenser, Bibelschreiber, Autor
- Ludovisi, Ludovico (1595–1632), italienischer Erzbischof von Bologna und Kardinal
- Ludowici, Babette (1963–2024), deutsche Prähistorikerin
- Ludowici, Johann Wilhelm (1896–1983), deutscher Unternehmer der Ziegelindustrie, NS-Funktionär
- Ludowici, Wilhelm (1855–1929), deutscher Unternehmer, Ziegeleibesitzer und Erforscher des römischen Rheinzaberns
- Ludowieg, Julius (1830–1908), Bürgermeister in Harburg, heute Ortsteil von Hamburg
- Ludowig, Frauke (* 1964), deutsche Fernseh- und RadiomoderatorinFrauke Ludowig (* 1964)

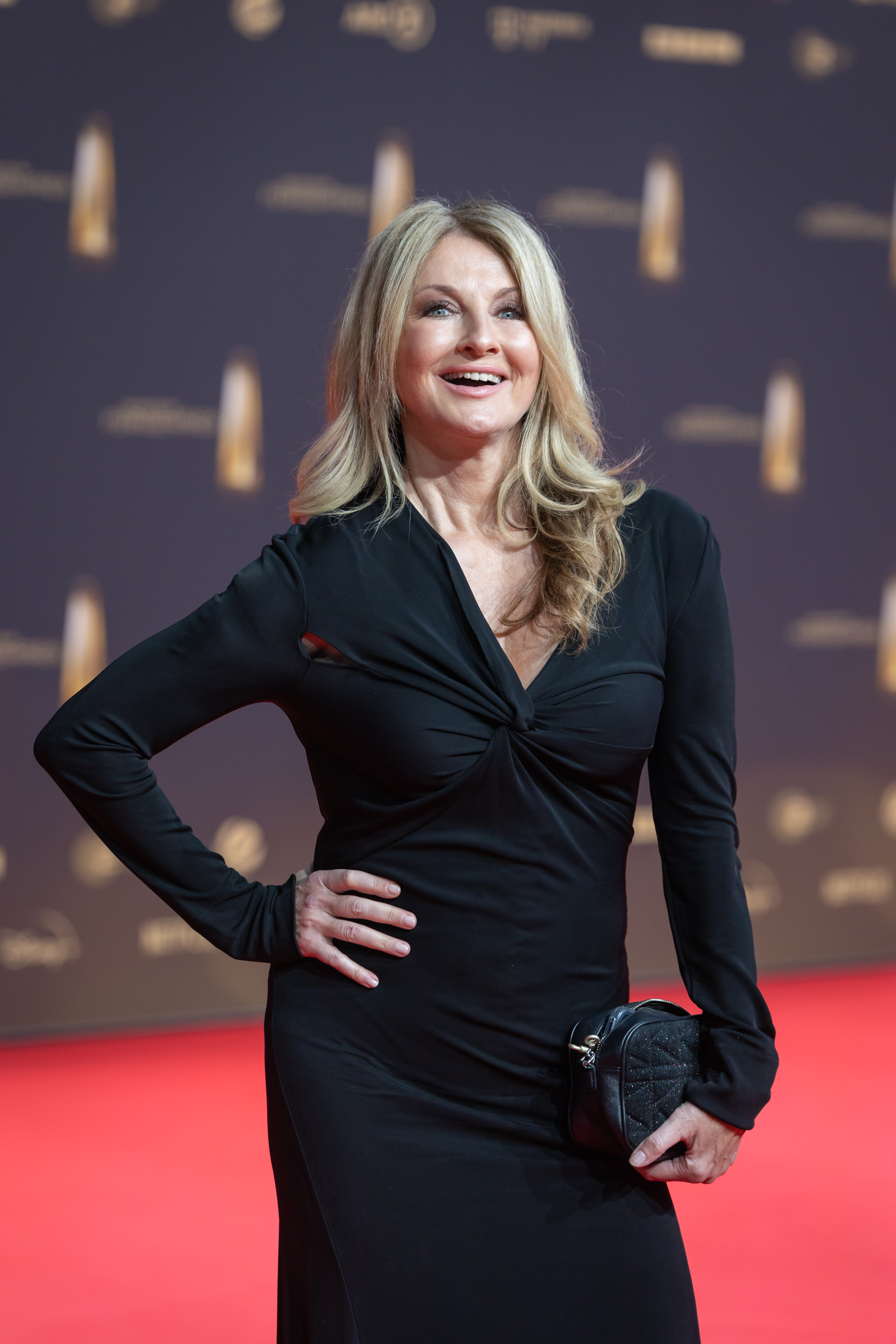
Frauke Ludowig (* 1964)

- Ludowig, Kirsten, deutsche Wirtschaftsjournalistin
- Ludowigs, Paul (1884–1968), deutscher Unternehmer

### Ludr
- Ludres, Marie-Elisabeth de (1647–1726), Mätresse des französischen Königs Ludwig XIV.

### Luds
- Ludschew, Dimitar (* 1950), bulgarischer Politiker
- Ludschuweit, Jewgeni Fjodorowitsch (1899–1966), sowjetischer Kulturoffizier im Zweiten Weltkrieg

### Ludt
- Lüdtge, Robert (1845–1880), deutscher Physiker
- Lüdtke, Alf (1943–2019), deutscher Historiker
- Lüdtke, Franz (1882–1945), deutscher Historiker und Schriftsteller
- Lüdtke, Gerhard (1875–1944), deutscher Philologe und Verlagsdirektor
- Lüdtke, Gerhard Wolfgang (1917–1944), deutscher Reiseschriftsteller
- Lüdtke, Hajo (* 1966), deutscher Poolbillardspieler
- Lüdtke, Hartwig (* 1954), deutscher Archäologe und Museumsdirektor
- Lüdtke, Helga (* 1942), deutsche Bibliothekarin, Lektorin und Autorin
- Lüdtke, Helmut (1926–2010), deutscher Lusitanist und Romanist
- Lüdtke, Jens (1941–2019), deutscher Romanist und Sprachwissenschaftler
- Lüdtke, Jens (* 1971), deutscher Handballspieler und -trainer
- Lüdtke, Karl (1905–1945), deutscher Kommunist und Widerstandskämpfer gegen den Nationalsozialismus
- Lüdtke, Karl-Heinz (1954–2013), deutscher Fußballspieler
- Lüdtke, Kurt (1898–1991), deutscher Politiker (NSDAP), MdR
- Lüdtke, Oliver (* 1973), deutscher Pädagogischer Psychologe und Hochschullehrer
- Lüdtke, Uwe (* 1965), deutscher Fußballspieler
- Lüdtke, Willy (1875–1945), deutscher Bibliothekar und evangelischer Theologe
- Ludtring, Johann († 1688), deutscher Zirkelschmied, Mechaniker und Instrumentenmacher

### Ludu
- Ludueña, Belén (* 1992), chilenische Tennisspielerin
- Ludueña, Daniel (* 1982), argentinischer Fußballspieler

### Ludv
- Ludvig, Jan (* 1961), tschechischer Eishockeyspieler und -scout
- Ludvig-Pečar, Nada (1929–2008), jugoslawische bzw. bosnische Komponistin und Hochschullehrerin
- Ludvigh, Samuel (1801–1869), deutschsprachiger Schriftsteller, Journalist und Dichter
- Ludvigsen, Hege (* 1964), norwegische Fußballspielerin
- Ludvigsen, Jeppe (* 1989), dänischer Badmintonspieler
- Ludvigsen, Per (* 1957), dänischer Generalleutnant und stellvertretender Befehlshaber der dänischen Streitkräfte
- Ludvigsen, Sonja (1928–1974), norwegische Politikerin
- Ludvigsen, Storm (* 1962), grönländischer Politiker
- Ludvigsen, Svein (* 1946), norwegischer Politiker, Mitglied des Storting
- Ludvigsen, Trond Fredrik (* 1982), norwegischer Fußballspieler
- Ludvigsson, Fredrik (* 1994), schwedischer Straßenradrennfahrer
- Ludvigsson, Olle (* 1948), schwedischer Politiker (SAP), MdEP
- Ludvigsson, Tobias (* 1991), schwedischer Mountainbike- und Straßenradrennfahrer
- Ludvik, Bernhard (* 1961), österreichischer Facharzt für Innere Medizin, Endokrinologie und Stoffwechsel
- Ludvík, Emil (1917–2007), tschechischer Jazzmusiker, Komponist und Menschenrechtler
- Ludvík, Josef Myslimír (1796–1856), tschechischer Heimatschriftsteller sowie römisch-katholischer Priester
- Ludvík, Miloslav (* 1963), tschechischer Manager und Politiker

### Ludw

#### Ludwe
- Ludwell, Philip, englischer Politiker; Gouverneur der Province of Carolina

#### Ludwi

##### Ludwic
- Ludwich, Arthur (1840–1920), deutscher Klassischer Philologe
- Ludwick, Ryan (* 1978), US-amerikanischer Baseballspieler in der Major League Baseball
- Ludwiczak, Klaus (* 1951), deutscher Hockeyspieler
- Ludwiczak, Witalis (1910–1988), polnischer Eishockeyspieler und -trainer sowie Ruderer sowie Hochschullehrer

##### Ludwie
- Ludwieg, Hubert (1912–2001), deutscher Physiker und Strömungsforscher

##### Ludwig
- Ludwig († 867), fränkischer Abt und Erzkanzler Karls des Kahlen
- Ludwig († 1249), Graf von Ravensberg (1221–1249)
- Ludwig († 1313), Graf von Arnsberg (1282–1313)
- Ludwig († 1205), Graf von Blois, Chartres und Châteaudun
- Ludwig (1276–1319), französischer Prinz und Graf von Évreux
- Ludwig (1305–1373), Graf von Neuenburg
- Ludwig († 1400), Graf von Étampes und Gien, Pair von Frankreich
- Ludwig (1337–1355), König von Sizilien
- Ludwig (1390–1463), Fürst von Orange, Herr von Orbe, Echelens, Grandson etc.
- Ludwig (1413–1465), Herzog von Savoyen, Fürst von Piemont, Graf von Aosta und Maurienne
- Ludwig (1554–1593), Herzog von Württemberg (1568–1593)
- Ludwig (1557–1622), Graf zu Leiningen-Leiningen
- Ludwig (1686–1706), Oberst in der Hessen-kasselschen Armee
- Ludwig (1696–1765), Graf von Hohenlohe-Langenburg
- Ludwig (1745–1794), Fürst von Nassau-Saarbrücken
- Ludwig (1752–1818), Regierender Reichsgraf, bayerischer Generalleutnant
- Ludwig (1766–1816), Landgraf von Hessen-Philippsthal
- Ludwig (1770–1839), Landgraf von Hessen-Homburg
- Ludwig (1773–1803), erster König des Königreichs EtrurienLudwig (1773–1803)

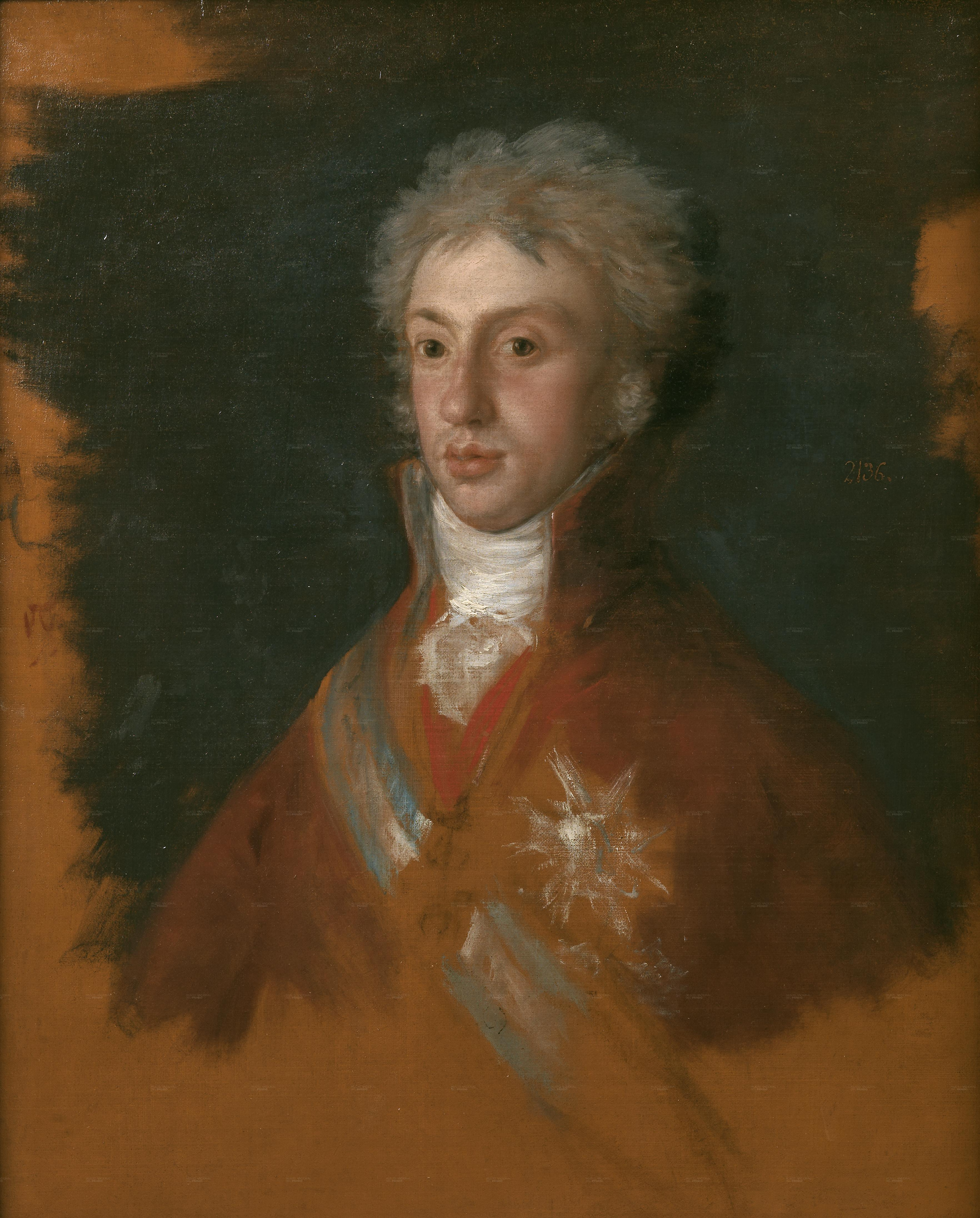
Ludwig (1773–1803)

- Ludwig (1783–1841), Fürst zu Anhalt-Köthen-Pleß
- Ludwig (1791–1870), bayerischer Politiker, Fürst aus dem Hause Oettingen-Wallerstein
- Ludwig (1802–1818), Herzog von Anhalt-Köthen
- Ludwig (* 1992), italienischer Dance-Musiker

###### Ludwig A
- Ludwig Aloys (1765–1829), deutscher Reichsfürst und General, Marschall von Frankreich, Statthalter von Galizien
- Ludwig Anton von der Pfalz (1660–1694), römisch-katholischer Bischof von Worms und Hochmeister des Deutschen Ordens

###### Ludwig C
- Ludwig Casimir (1517–1568), Senior und Graf in Weikersheim

###### Ludwig D
- Ludwig das Kind (893–911), Herzog von Bayern und König des Ostfrankenreiches
- Ludwig de Foro († 1391), Titularbischof von Phocaea, Weihbischof in den Bistümern Verden, Minden, Münster und Schwerin
- Ludwig der Bärtige, Stammvater der Ludowinger
- Ludwig der Blinde († 928), Kaiser, italienischer König, König von Niederburgund
- Ludwig der Deutsche († 876), fränkischer König
- Ludwig der Fromme (778–840), König des Fränkischen Reiches und römisch-deutscher KaiserLudwig der Fromme (778–840)

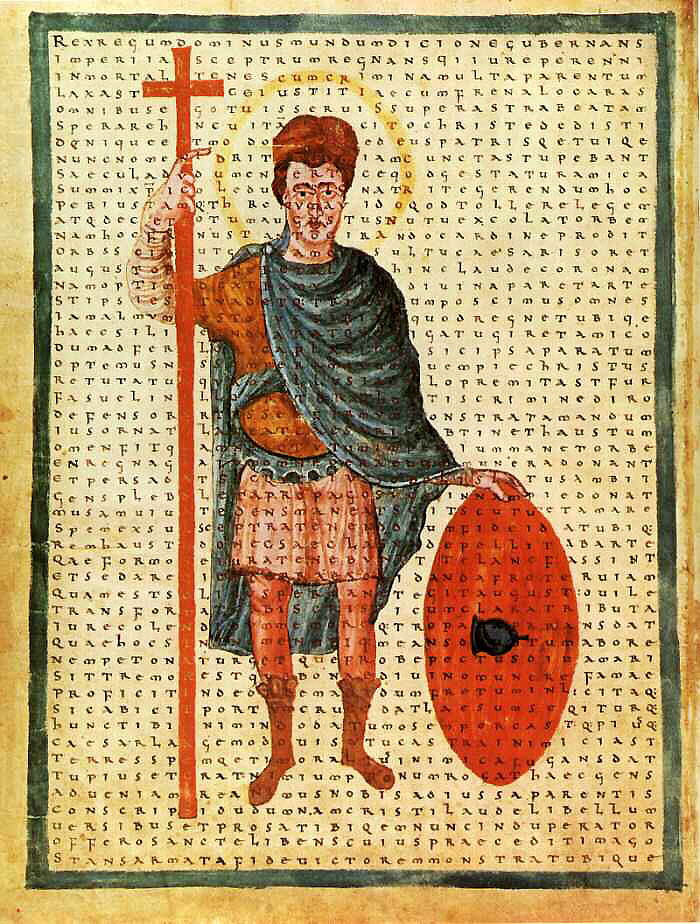
Ludwig der Fromme (778–840)

- Ludwig der Jüngere von Anhalt-Köthen (1607–1624), deutscher Prinz, anhaltischer Thronfolger
- Ludwig der Junker (1305–1345), Herr zu Grebenstein
- Ludwig der Kelheimer (1173–1231), Herzog von Bayern und Pfalzgraf bei Rhein
- Ludwig der Springer (1042–1123), Graf in Thüringen
- Ludwig der Strenge (1229–1294), Herzog von Bayern und Pfalzgraf bei RheinLudwig der Strenge (1229–1294)

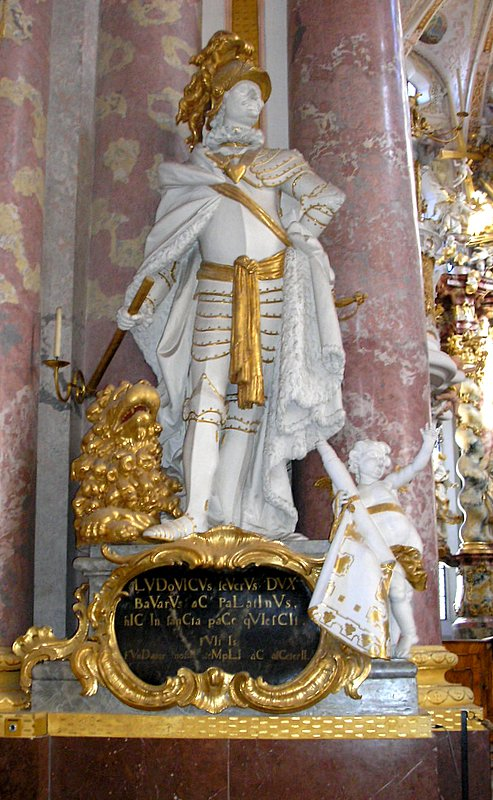
Ludwig der Strenge (1229–1294)

###### Ludwig E
- Ludwig Engelbert (1750–1820), Herzog von Arenberg
- Ludwig Ernst von Braunschweig-Wolfenbüttel (1718–1788), Herzog zu Braunschweig und Lüneburg, österreichischer und niederländischer Reichsfeldmarschall
- Ludwig Eugen (1731–1795), Herzog von Württemberg

###### Ludwig F
- Ludwig Ferdinand (1680–1709), Graf zur Lippe-Brake
- Ludwig Franz (1660–1694), deutscher Adliger und regierender Graf von Wittgenstein-Berleburg
- Ludwig Friedrich (1586–1631), Herzog von Württemberg-Mömpelgard
- Ludwig Friedrich I. (1667–1718), Fürst von Schwarzburg-Rudolstadt
- Ludwig Friedrich II. (1767–1807), Fürst von Schwarzburg-Rudolstadt (1793–1807)
- Ludwig Friedrich Karl (1723–1805), deutscher Adliger und Direktor des Fränkischen Reichsgrafenkollegiums
- Ludwig Friedrich von Sachsen-Hildburghausen (1710–1759), Prinz von Sachsen-Hildburghausen und holländischer General

###### Ludwig G
- Ludwig Gaston von Sachsen-Coburg und Gotha (1870–1942), Prinz aus dem Haus Sachsen-Coburg und Gotha, österreichischer Offizier, Großkreuzinhaber des Sachsen-Ernestinischen-Hausordens
- Ludwig Georg Simpert (1702–1761), Markgraf von Baden-Baden
- Ludwig Georg von Hessen-Homburg (1693–1728), Landgraf von Hessen-Homburg
- Ludwig Gottfried (1668–1728), Graf zu Hohenlohe-Waldenburg-Pfedelbach
- Ludwig Günther (1708–1790), Fürst von Schwarzburg-Rudolstadt
- Ludwig Günther I. (1581–1646), Graf des Hauses Schwarzburg-Rudolstadt und Reformer
- Ludwig Günther II. (1621–1681), Graf von Ebeleben
- Ludwig Gustav (1634–1697), Kaiserlicher Hofbeamter und Diplomat

###### Ludwig H
- Ludwig Heinrich (1594–1662), Graf/Fürst von Nassau-Dillenburg und Offizier
- Ludwig Heinrich (1640–1674), Pfalzgraf und Herzog von Simmern-Kaiserslautern

###### Ludwig I
- Ludwig I. († 1126), Graf von Lohra
- Ludwig I., regierender Graf von Ziegenhain und Nidda
- Ludwig I. († 1283), Herzog von Teck
- Ludwig I. († 1346), Graf von Blois und Dunois, Herr von Avesnes
- Ludwig I. († 1084), Graf im Einrichgau
- Ludwig I. († 1158), Graf von Württemberg (1139–1158)
- Ludwig I. († 1140), Landgraf von ThüringenLudwig I. († 1140)

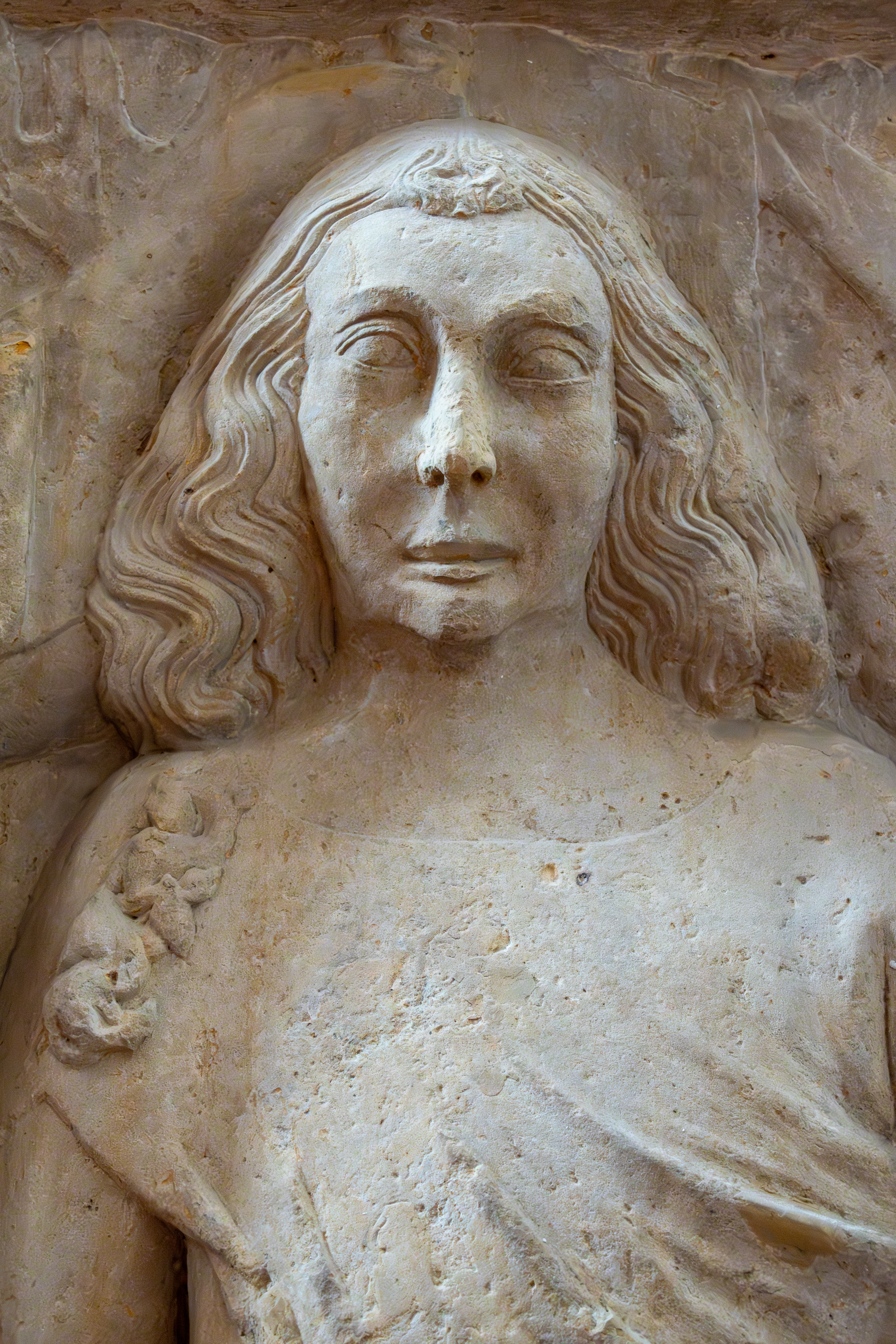
Ludwig I. († 1140)

- Ludwig I. († 1302), Herr der Waadt
- Ludwig I. († 1322), Graf von Nevers und Rethel sowie Erbgraf von Flandern
- Ludwig I. († 1346), Graf von Flandern, Nevers und Rethel
- Ludwig I. († 1398), Herzog von Liegnitz, Brieg, Lüben und Ohlau
- Ludwig I. (1326–1382), König von Ungarn und PolenLudwig I. (1326–1382)

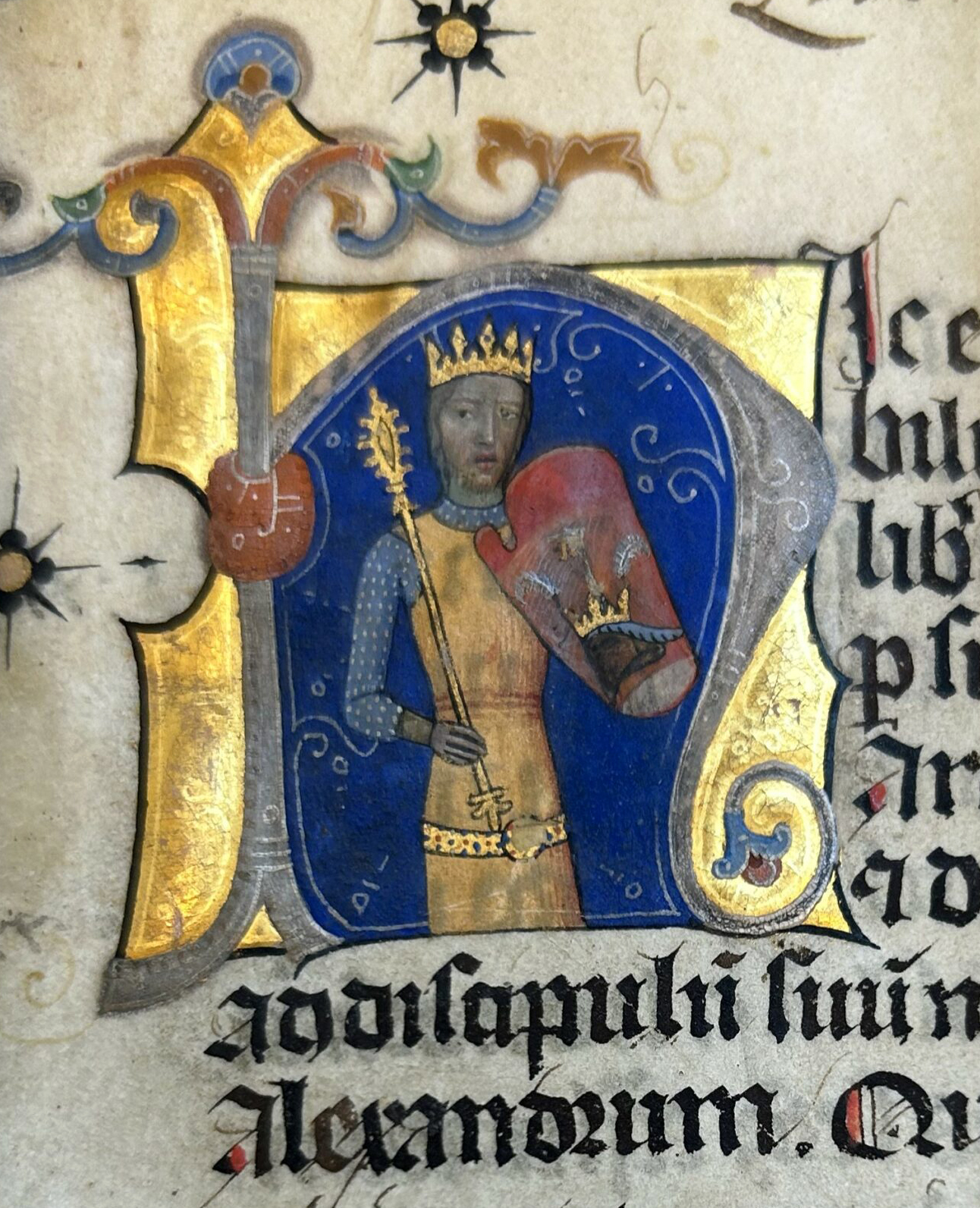
Ludwig I. (1326–1382)

- Ludwig I. (1339–1384), Herzog von Anjou, Titularkönig von Neapel
- Ludwig I. (1402–1458), Landgraf von Hessen
- Ludwig I. († 1450), Graf von Württemberg (1419–1441); Graf von Württemberg-Urach (1441–1450)
- Ludwig I. (1418–1475), Connétable von Frankreich, Graf von Saint-Pol, Brienne, Conversano und Ligny sowie Herr von Enghien
- Ludwig I. (1424–1489), Pfalzgraf und Herzog von Pfalz-Zweibrücken
- Ludwig I. († 1523), Graf von Nassau-Weilburg
- Ludwig I. (1480–1516), Herzog von Longueville, Großkammerherr von Frankreich
- Ludwig I. (1532–1605), deutscher Graf von Wittgenstein
- Ludwig I. (1579–1650), Fürst von Anhalt-Köthen
- Ludwig I. (1579–1643), regierender Graf von Erbach sowie Reichsritter
- Ludwig I. (1707–1724), König von Spanien
- Ludwig I. (1753–1830), Landgraf von Hessen-Darmstadt
- Ludwig I. (1763–1830), Großherzog von Baden
- Ludwig I. (1786–1868), König von Bayern (1825–1848)Ludwig I. (1786–1868)

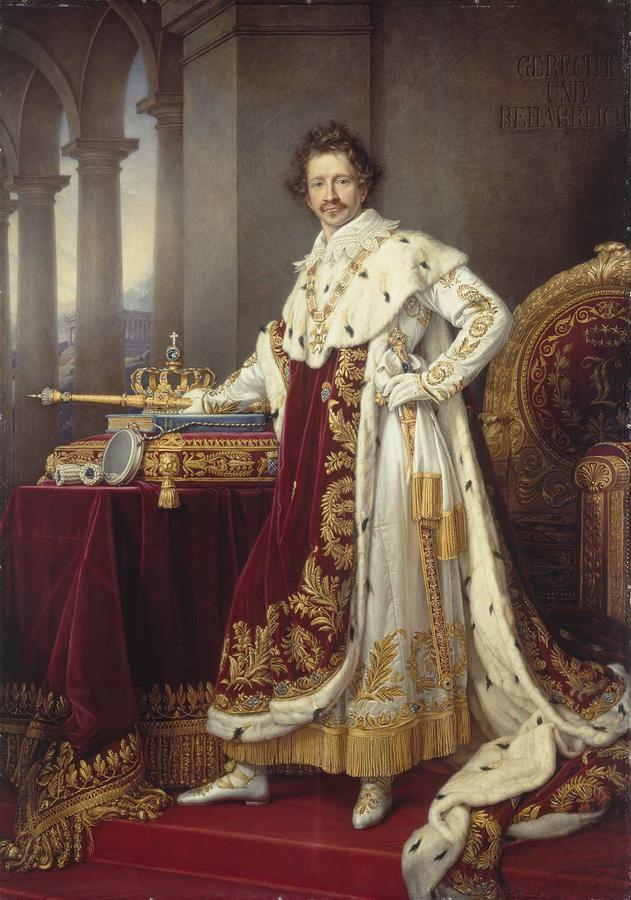
Ludwig I. (1786–1868)

- Ludwig I. (1838–1889), König von Portugal (1861–1889)
- Ludwig I. von Löwenstein (1463–1523), Graf von Löwenstein; Begründer des Hauses Löwenstein-Wertheim
- Ludwig I. von Wippra († 1173), Bischof von Münster (1169–1173)
- Ludwig II. († 1164), Graf von Lohra
- Ludwig II., Graf von Ziegenhain und Nidda zu Nidda
- Ludwig II. (825–875), römischer Kaiser und König von Italien
- Ludwig II. (846–879), Sohn Karls II. des Kahlen
- Ludwig II. (1128–1172), Landgraf von Thüringen (1140–1172)
- Ludwig II. († 1181), Graf von Württemberg (1158–1181)
- Ludwig II. († 1218), Graf von Loon mit Anspruch auf Holland
- Ludwig II. († 1357), Bischof von Münster (1310–1357)
- Ludwig II. († 1349), Herr der Waadt
- Ludwig II. (1330–1384), Graf von Flandern, Nevers und Rethel
- Ludwig II. († 1372), französischer Adliger
- Ludwig II. (1377–1417), Herzog von Anjou, König von Neapel und Graf der Provence
- Ludwig II. (1384–1436), Herzog von Liegnitz (1419–1436) und Brieg (1399–1436)
- Ludwig II. (1438–1471), Landgraf von Niederhessen
- Ludwig II. (1439–1457), Graf von Württemberg-Urach (1450–1457)
- Ludwig II. (1502–1532), Pfalzgraf und Herzog von Pfalz-Zweibrücken (ab 1514)
- Ludwig II. (1506–1526), König von Ungarn und Böhmen
- Ludwig II. (1565–1627), Graf von Nassau-Weilburg
- Ludwig II. (1571–1634), Graf von Wittgenstein
- Ludwig II. (1728–1794), regierenden Graf von Erbach
- Ludwig II. (1777–1848), Großherzog von Hessen-Darmstadt
- Ludwig II. (1824–1858), Großherzog von Baden (1852–1856)
- Ludwig II. (1845–1886), König von Bayern (1864–1886)Ludwig II. (1845–1886)

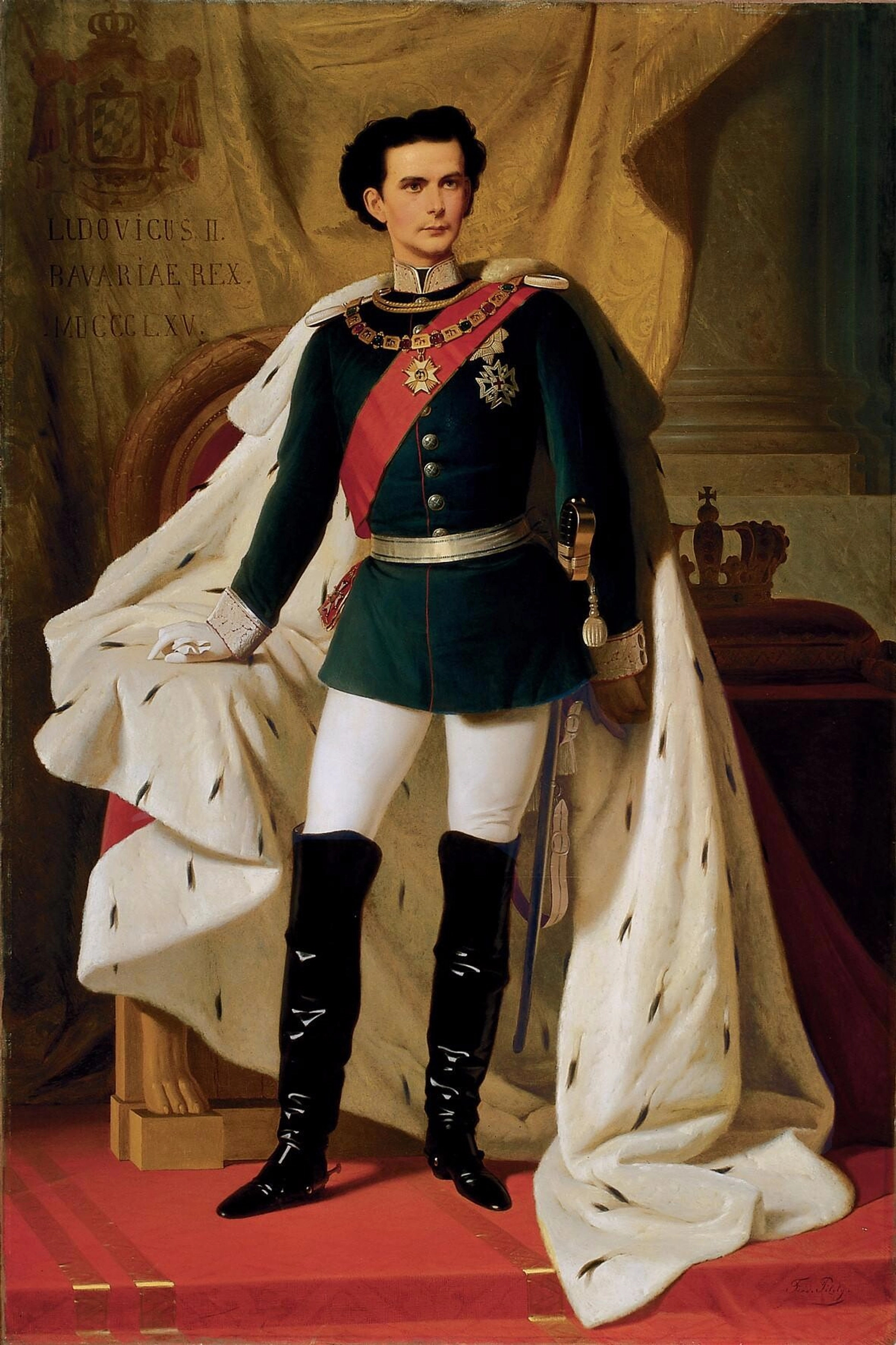
Ludwig II. (1845–1886)

- Ludwig II. von Arnstein, Graf im Einrichgau
- Ludwig II. von Frohburg, Bischof von Basel
- Ludwig II. von Mansbach († 1343), Abt von Hersfeld
- Ludwig II. von Rosdorf († 1291), Burgherr zu Hardegsen und Harste, Herr zu Esebeck, Gladebeck, Lage, Urleben (Unstrut), Burgherr zu Moringen und Rosdorf, Advokat des Klosters Fredelsloh, Berater und Diplomat Herzog Albrecht I. (Braunschweig)
- Ludwig II. von Saluzzo (1438–1504), Markgraf von Saluzzo, Gouverneur der Provence
- Ludwig III. († 882), ostfränkischer König
- Ludwig III. († 882), westfränkischer König
- Ludwig III. († 1190), Landgraf von Thüringen
- Ludwig III. (* 1166), Graf von Württemberg
- Ludwig III. (1269–1296), Herzog von Niederbayern
- Ludwig III. (1378–1436), Kurfürst von der Pfalz
- Ludwig III. (1403–1434), Titularkönig von Neapel, Herzog von Anjou und Touraine, Graf von Provence und Maine
- Ludwig III. († 1441), Herzog von Ohlau, Lüben und Haynau
- Ludwig III. (1806–1877), Großherzog von Hessen-Darmstadt
- Ludwig III. (1845–1921), bayerischer Prinz, Regent und letzter bayerischer KönigLudwig III. (1845–1921)

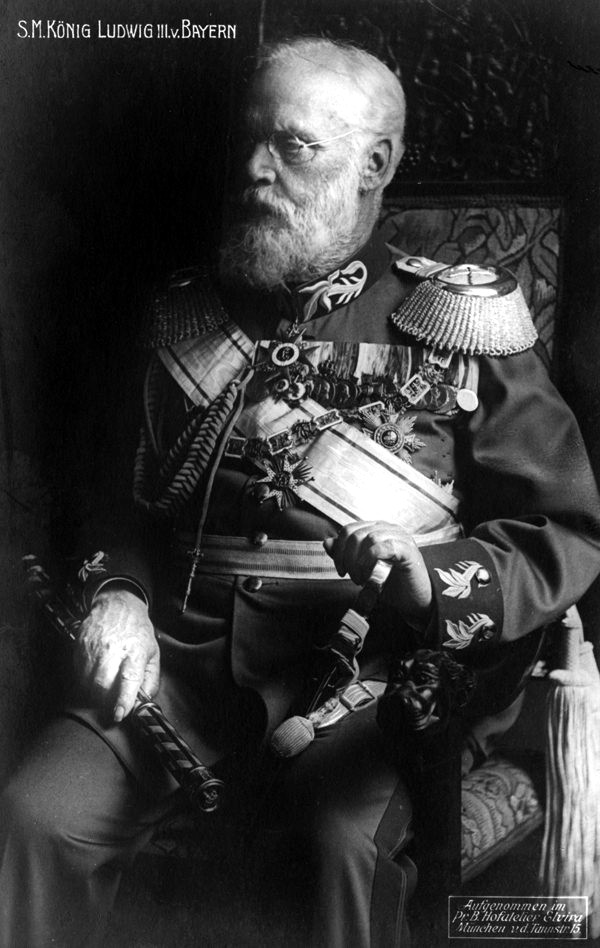
Ludwig III. (1845–1921)

- Ludwig III. von Arnstein (1109–1185), Graf, Klosterstifter und Prämonstratenser
- Ludwig III. von Löwenstein (1530–1611), Graf von Löwenstein-Wertheim
- Ludwig IV. († 954), westfränkischer König
- Ludwig IV. (1200–1227), Landgraf von Thüringen und Pfalzgraf von Sachsen
- Ludwig IV. († 1347), römisch-deutscher Kaiser; Herzog von Bayern und Pfalzgraf bei RheinLudwig IV. († 1347)

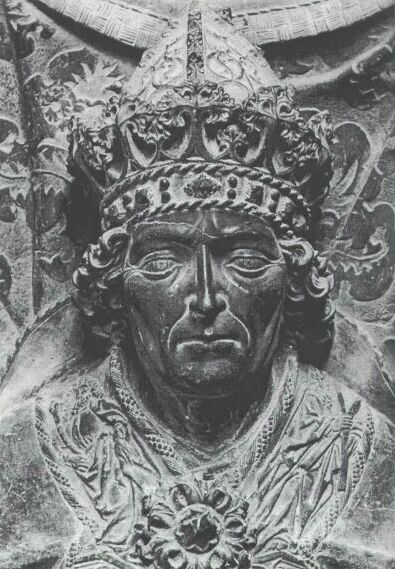
Ludwig IV. († 1347)

- Ludwig IV. (1424–1449), Kurfürst von der Pfalz
- Ludwig IV. (1537–1604), Landgraf von Hessen-Marburg
- Ludwig IV. (1616–1663), Herzog von Liegnitz und Brieg (1639–1653)
- Ludwig IV. (1837–1892), Großherzog von Hessen-Darmstadt
- Ludwig IX. (1214–1270), König von Frankreich (1226–1270)
- Ludwig IX. (1417–1479), Herzog von Bayern-Landshut
- Ludwig IX. (1719–1790), Landgraf von Hessen-Darmstadt

###### Ludwig K
- Ludwig Kraft (1663–1713), Graf aus der Linie Nassau-Saarbrücken

###### Ludwig P
- Ludwig Philipp (1577–1601), Pfalzgraf von Guttenberg
- Ludwig Philipp (1602–1655), Administrator der Kurpfalz
- Ludwig Philipp von Portugal (1887–1908), Kronprinz von Portugal aus dem Hause Sachsen-Coburg und Gotha

###### Ludwig R
- Ludwig Rudolf (1671–1735), Herzog von Braunschweig-Wolfenbüttel und Fürst von Blankenburg

###### Ludwig S
- Ludwig Schenk von Neindorf († 1347), Bischof von Brandenburg (1327–1347)

###### Ludwig V
- Ludwig V. († 987), König von Frankreich
- Ludwig V. (1315–1361), Herzog von (Ober-)Bayern, Markgraf von Brandenburg und Graf von Tirol
- Ludwig V. (1478–1544), Pfalzgraf und Kurfürst von der Pfalz (1508–1544)
- Ludwig V. († 1588), Abt von Hersfeld
- Ludwig V. (1577–1626), Landgraf von Hessen-Darmstadt
- Ludwig V. von Lichtenberg (1417–1471), elsässischer Adliger, Herr von Lichtenberg
- Ludwig VI. (1081–1137), König von Frankreich
- Ludwig VI. (* 1328), Herzog von Oberbayern und Kurfürst von Brandenburg
- Ludwig VI. (1539–1583), Kurfürst von der Pfalz
- Ludwig VI. (1630–1678), Landgraf von Hessen-Darmstadt
- Ludwig VI. von Teck († 1439), Sohn von Friedrich III. von Teck und Anna von Helfenstein-Blaubeuren
- Ludwig VII. (1120–1180), König von Frankreich (1137–1180)Ludwig VII. (1120–1180)

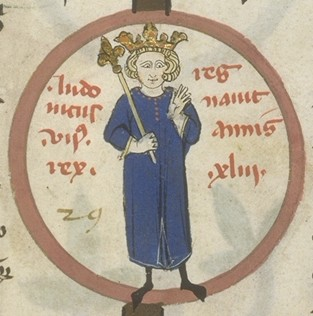
Ludwig VII. (1120–1180)

- Ludwig VII. (1368–1447), Herzog von Bayern-Ingolstadt
- Ludwig VII. (1658–1678), Landgraf von Hessen-Darmstadt
- Ludwig VIII. (1187–1226), König von Frankreich
- Ludwig VIII. (1403–1445), Herzog von Bayern-Ingolstadt (1443–1445)
- Ludwig VIII. (1691–1768), Landgraf von Hessen-Darmstadt (1739–1768)
- Ludwig Viktor von Österreich (1842–1919), österreichischer Erzherzog, Bruder des Kaisers Franz Joseph I.Ludwig Viktor von Österreich (1842–1919)

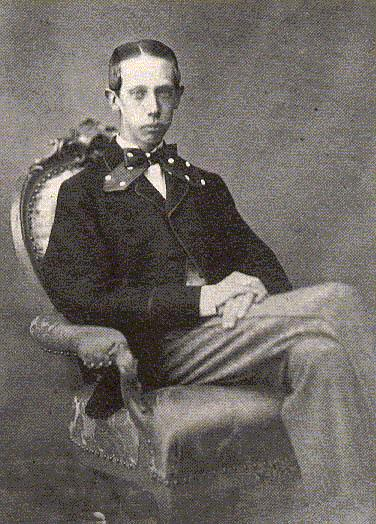
Ludwig Viktor von Österreich (1842–1919)

- Ludwig Viktor von Savoyen-Carignan (1721–1778), Fürst von Carignan
- Ludwig von Akkon, Vizegraf von Beaumont
- Ludwig von Anhalt-Köthen (1778–1802), Prinz von Anhalt-Köthen
- Ludwig von Bar († 1430), französischer Kardinal und Herzog von Bar (1415–1419)
- Ludwig von Bourbon (1438–1482), Bischof von Lüttich
- Ludwig von Brandenburg (1666–1687), Markgraf von Brandenburg
- Ludwig von Braunschweig-Lüneburg († 1346), Bischof von Minden
- Ludwig von Brügge († 1492), flämischer Bibliophiler, Earl von Winchester
- Ludwig von Burgund (1297–1316), Fürst von Achaia und Titularkönig von Thessaloniki
- Ludwig von Durazzo (1324–1362), Graf von Gravina
- Ludwig von Erlichshausen († 1467), Hochmeister des Deutschen Ordens
- Ludwig von Frankreich (1244–1260), Sohn des Königs Ludwig IX. von Frankreich und der Margarete von Provence, Thronfolger und Regent von Frankreich
- Ludwig von Frankreich (1264–1276), Sohn des Königs Philipp III. von Frankreich und der Isabella von Aragón, Thronfolger von Frankreich
- Ludwig von Holte, Domherr in Münster
- Ludwig von Hörselgau, thüringischer Adeliger
- Ludwig von Lichtenberg († 1434), Herr von Lichtenberg
- Ludwig von Lichtenberg († 1271), Herr von Lichtenberg
- Ludwig von Luxemburg (1391–1443), Bischof von Thérouanne und Ely, Erzbischof von Rouen, Kardinal, Kanzler von Frankreich
- Ludwig von Meißen (1341–1382), Fürstbischof von Bamberg, Erzbischof von Mainz und Magdeburg
- Ludwig von Mousson, Herr von Mousson im Scarponnois, castellanus von Montbéliard, Altkirch und Pfirt bezeichnet
- Ludwig von Nassau-Dillenburg (1538–1574), Graf von Nassau-Katzenelnbogen und niederländischer Feldherr
- Ludwig von Navarra († 1376), Graf von Beaumont-le-Roger
- Ludwig von Neapel-Sizilien (1838–1886), Graf von Trani und Prinz von Neapel-Sizilien
- Ludwig von Niederlothringen, Sohn von Herzog Karl von Niederlothringen und dessen Ehefrau Adelheid (Adelais)
- Ludwig von Österreich (1784–1864), österreichischer Erzherzog, General und PolitikerLudwig von Österreich (1784–1864)

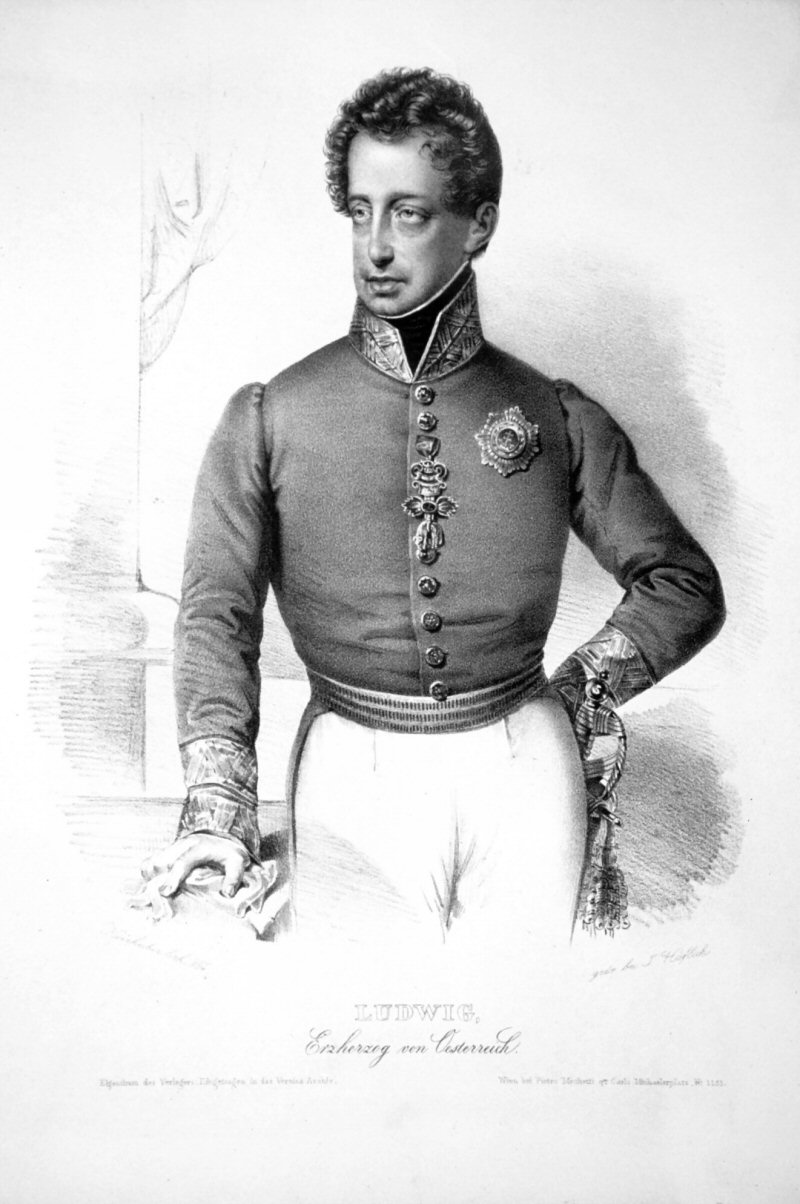
Ludwig von Österreich (1784–1864)

- Ludwig von Pfullendorf († 1135), Abt der Reichenau (1131–1135)
- Ludwig von Portugal (1506–1555), portugiesischer Adeliger
- Ludwig von Queden, Ordensritter des Deutschen Ordens
- Ludwig von Ravensberg († 1308), Bischof von Osnabrück
- Ludwig von Savoyen (1436–1482), Graf von Genf und König von Zypern
- Ludwig von Tarent (1320–1362), Fürst von Tarent und König von Neapel
- Ludwig von Thierstein († 1402), Abt von Einsiedeln
- Ludwig von Toulouse (1274–1297), Heiliger; Erzbischof von Toulouse
- Ludwig von Tübingen († 1294), Pfalzgraf von Tübingen und Graf von Horb
- Ludwig von Waldeck († 1354), Domherr in verschiedenen Bistümern
- Ludwig von Württemberg (1756–1817), Prinz von Württemberg, Generalfeldmarschall

###### Ludwig W
- Ludwig Wilhelm (1655–1707), Markgraf von Baden-BadenLudwig Wilhelm (1655–1707)

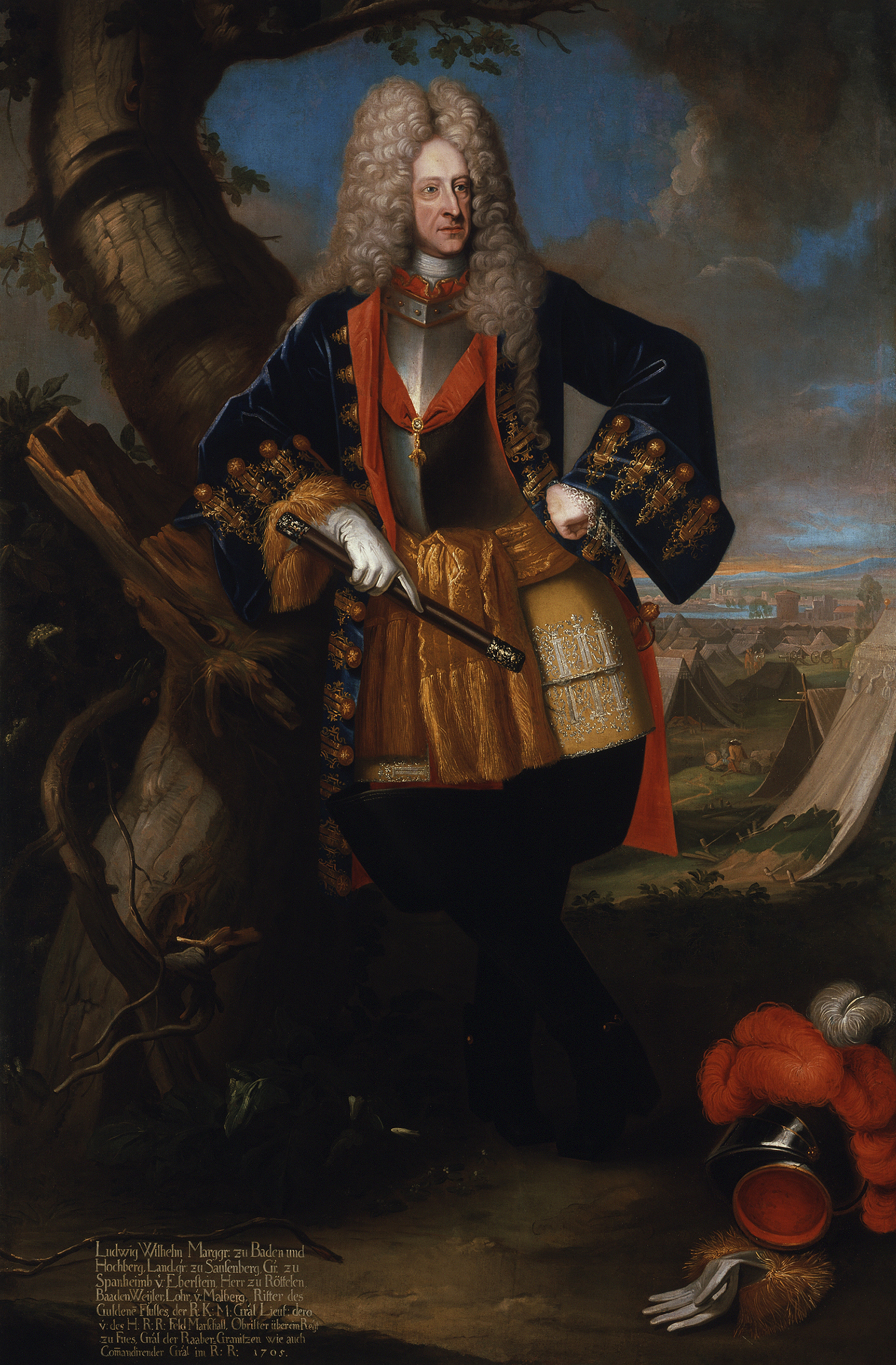
Ludwig Wilhelm (1655–1707)

- Ludwig Wilhelm von Baden (1865–1888), Großherzoglicher Prinz und Markgraf von Baden und Herzog von Zähringen

###### Ludwig X
- Ludwig X. (1289–1316), König von Frankreich (1314–1316)
- Ludwig X. (1495–1545), Herzog von Bayern
- Ludwig XI. (1423–1483), König von Frankreich (1461–1483)
- Ludwig XI. von Oettingen († 1440), Graf von Oettingen
- Ludwig XII. (1462–1515), König von Frankreich
- Ludwig XIII. (1601–1643), König von Frankreich
- Ludwig XIV. (1638–1715), König von Frankreich (1643–1715)Ludwig XIV. (1638–1715)

Ludwig XIV. (1638–1715)

- Ludwig XV. (1710–1774), König von Frankreich und Navarra (1715–1774)
- Ludwig XVI. (1754–1793), König von Frankreich (1774–1792)
- Ludwig XVII. (1785–1795), Dauphin von Frankreich
- Ludwig XVIII. (1755–1824), französischer König

###### Ludwig Z
- Ludwig zu Mecklenburg (1725–1778), Herzog zu Mecklenburg, Erbprinz von Mecklenburg-Schwerin
- Ludwig zu Salm-Salm (1721–1778), 2. Fürst im Fürstentum Salm-Salm (1770–1778)

###### Ludwig,
- Ludwig, Adolf (1892–1962), deutscher Gewerkschafter und Politiker (USPD, SPD), MdL, MdB
- Ludwig, Adolf Theodor Julius (1808–1876), lutherischer Theologe und als Generalsuperintendent leitender Geistlicher der Evangelisch-Augsburgischen Kirche in Polen
- Ludwig, Albert (1868–1957), deutscher evangelischer Geistlicher und Heimatkundler
- Ludwig, Alexander (* 1975), deutscher Wirtschaftswissenschaftler
- Ludwig, Alexander (* 1984), deutscher Fußballspieler
- Ludwig, Alexander (* 1992), kanadischer SchauspielerAlexander Ludwig (* 1992)

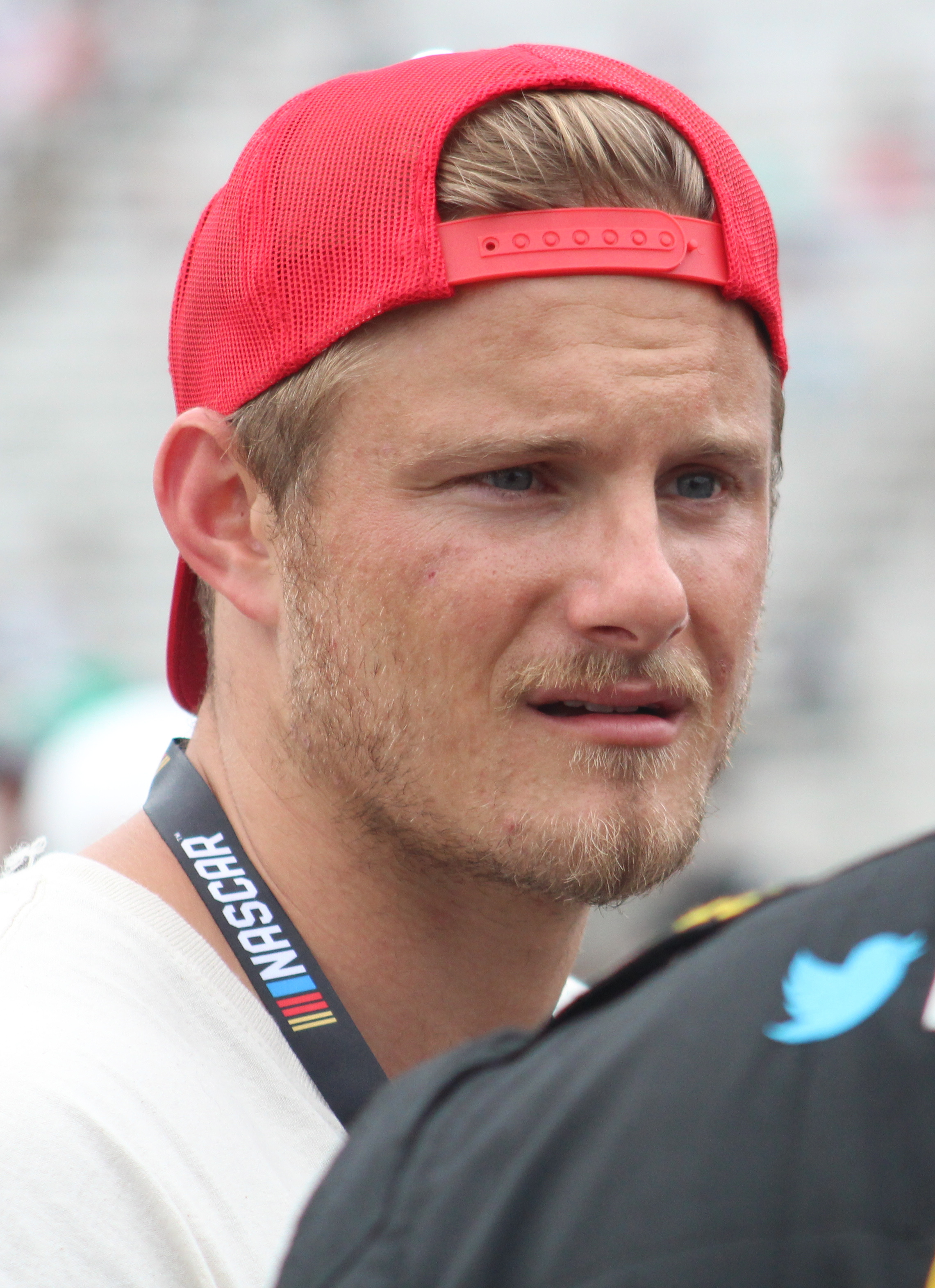
Alexander Ludwig (* 1992)

- Ludwig, Alexandra (* 1965), deutsche Synchronsprecherin
- Ludwig, Alexandra (* 1968), deutsche Volleyballspielerin
- Ludwig, Alfred (1832–1912), österreichischer Indologe
- Ludwig, Alfred (1879–1964), deutscher Botaniker
- Ludwig, Alfred (* 1950), österreichischer ehemaliger Fußballschiedsrichter und Sportfunktionär
- Ludwig, Alois (1872–1969), österreichischer Architekt
- Ludwig, Aloys (1910–2002), deutscher römisch-katholischer Theologe
- Ludwig, Andreas (* 1954), deutscher Historiker und Museumsleiter
- Ludwig, Andreas (* 1961), deutscher Politiker (CDU), ehemaliger Oberbürgermeister von Bad Kreuznach
- Ludwig, Andreas (1964–2008), deutscher Künstler
- Ludwig, Andreas (* 1990), deutscher Fußballspieler
- Ludwig, Anne (* 1946), deutsche Malerin und Buchhändlerin
- Ludwig, Annette (* 1963), deutsche Kunsthistorikerin und Museumsdirektorin
- Ludwig, Anton (1798–1869), Großdechant der Grafschaft Glatz und Generalvikar des Erzbistums Prag in Preußen
- Ludwig, Arnd (* 1967), deutscher Volleyballspieler und -trainer
- Ludwig, August (1865–1946), deutscher Komponist, Schriftsteller und Redakteur
- Ludwig, August (1867–1951), evangelischer Pfarrer, deutscher Imker, Mundartdichter
- Ludwig, Auguste (1834–1909), deutsche Genre- und Porträtmalerin der Düsseldorfer Schule
- Ludwig, Axel (* 1955), deutscher Synchron-, Hörbuch- und Off-Sprecher
- Ludwig, Barbara (* 1962), deutsche Politikerin (SPD), MdLBarbara Ludwig (* 1962)

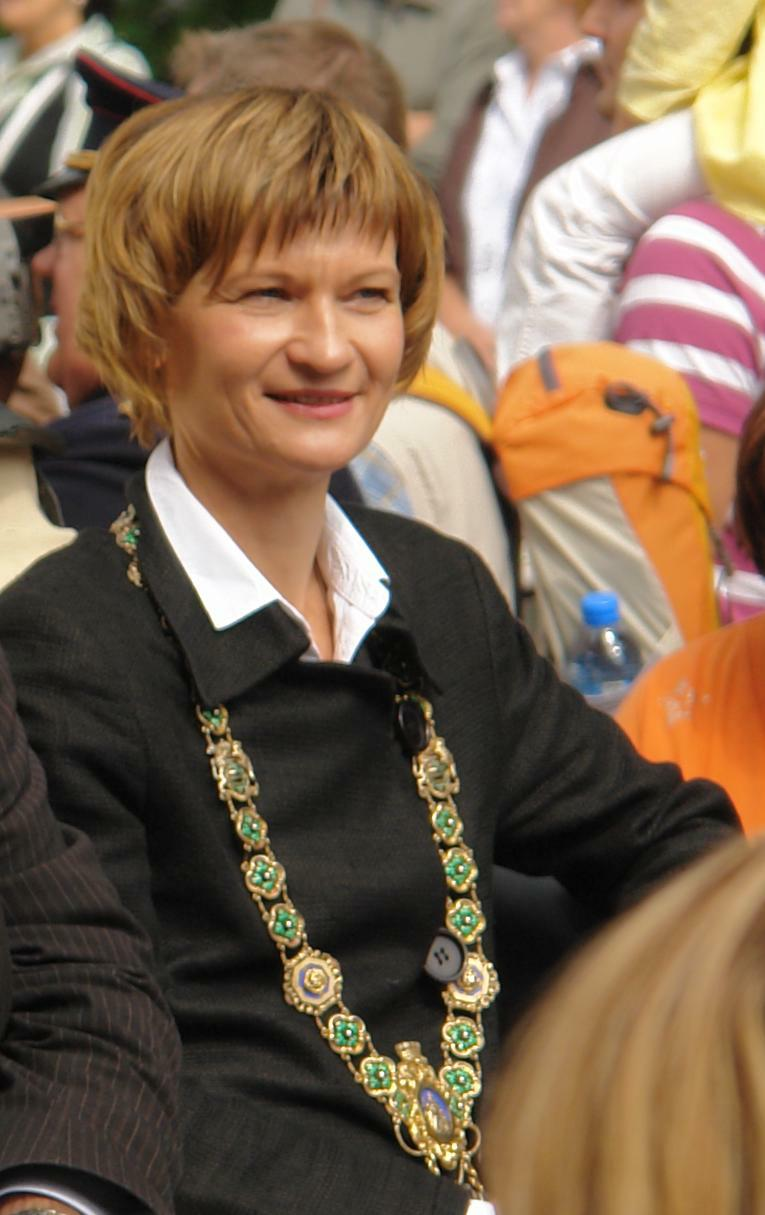
Barbara Ludwig (* 1962)

- Ludwig, Bernhard (1948–2023), österreichischer Kabarettist
- Ludwig, Bernhard Hieronymus (1834–1897), Möbelfabrikant und Kunsttischler
- Ludwig, Björn (* 1968), deutscher Autor
- Ludwig, Carl (1773–1860), deutscher Richter und Politiker und Abgeordneter der 2. Kammer der Landstände des Großherzogtums Hessen
- Ludwig, Carl (1816–1895), deutscher Physiologe
- Ludwig, Carl (1889–1967), Schweizer Jurist, Verfasser des „Ludwig-Berichts“
- Ludwig, Carl Ferdinand Heinrich von (1784–1847), deutscher Apotheker, Unternehmer und Botaniker
- Ludwig, Carl Friedrich Ernst (1773–1846), deutscher Publizist und Journalist
- Ludwig, Carmen (* 1994), österreichische Journalistin und Fernsehmoderatorin
- Ludwig, Christa (1928–2021), deutsche Opern- und Konzertsängerin (Mezzosopran)Christa Ludwig (1928–2021)

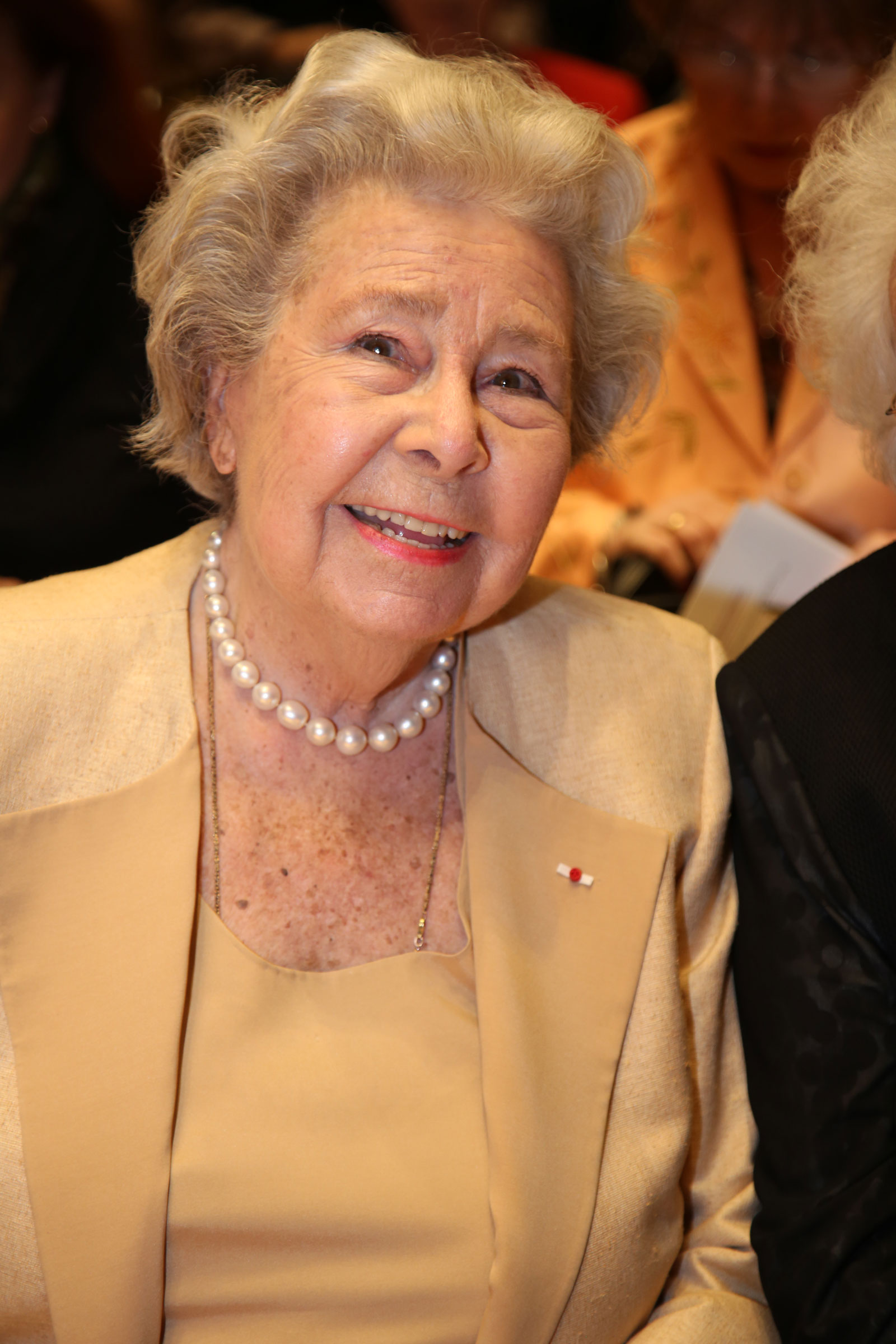
Christa Ludwig (1928–2021)

- Ludwig, Christa (* 1949), deutsche Schriftstellerin und Jugendbuchautorin
- Ludwig, Christian (1749–1784), deutscher Arzt und Pharmazeut
- Ludwig, Christian (* 1824), deutscher Maurermeister und Kommunalpolitiker
- Ludwig, Christian (1901–1967), tschechoslowakisch-österreichischer Baumeister und Architekt
- Ludwig, Christian (* 1978), deutscher Geiger und Dirigent
- Ludwig, Christian (* 1985), deutscher Schauspieler, Synchronschauspieler, Regisseur, Autor, Hörbuchregisseur
- Ludwig, Christian Friedrich (1757–1823), deutscher Botaniker und Mediziner
- Ludwig, Christian Gottlieb (1709–1773), deutscher Arzt und Botaniker
- Ludwig, Christiane Sophie (1764–1815), deutsche Schriftstellerin
- Ludwig, Christine (* 1972), österreichische Kostümbildnerin
- Ludwig, Claudia (* 1960), deutsche Moderatorin und Journalistin
- Ludwig, Craig (* 1961), US-amerikanischer Eishockeyspieler und -trainer
- Ludwig, Curt (1902–1989), deutscher Politiker (NSDAP), MdR, Polizeipräsident und SS-Führer
- Ludwig, Damian (1804–1871), badischer General der Infanterie und Kriegsminister
- Ludwig, Daniel K. (1897–1992), US-amerikanischer Reeder, Unternehmer und Philanthrop
- Ludwig, Daniela (* 1975), deutsche Politikerin (CSU), MdBDaniela Ludwig (* 1975)

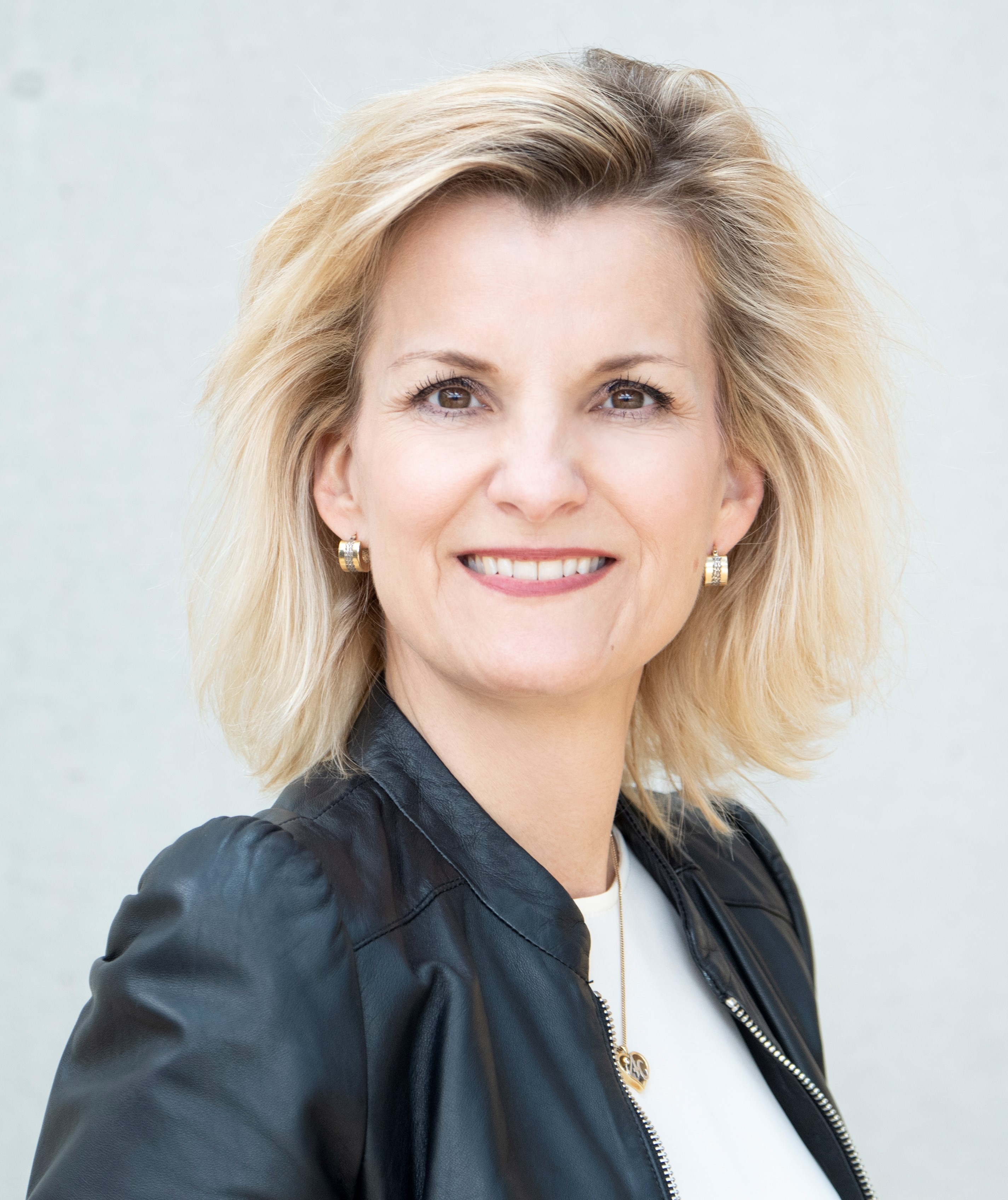
Daniela Ludwig (* 1975)

- Ludwig, David (* 1957), US-amerikanischer Kinderarzt und Ernährungswissenschaftler
- Ludwig, David (* 1988), deutscher Skeleton- und Bobsportler
- Ludwig, Dieter (1939–2020), deutscher Ingenieur
- Ludwig, Eberhard (* 1931), deutscher Lebensmittelchemiker und Hochschullehrer
- Ludwig, Eduard (1883–1967), österreichischer Politiker und Diplomat, Abgeordneter zum Nationalrat
- Ludwig, Eduard (1906–1960), deutscher Architekt
- Ludwig, Edward (1899–1982), russischstämmiger US-amerikanischer Filmregisseur
- Ludwig, Egon (* 1929), deutscher MfS-Offizier und Sportfunktionär
- Ludwig, Else (* 1937), österreichische Schauspielerin und Musicaldarstellerin
- Ludwig, Emil (1881–1948), deutscher Schriftsteller
- Ludwig, Erhard (1938–2019), deutscher Mykologe
- Ludwig, Erich (1879–1934), deutscher Rugbyspieler und Leichtathlet
- Ludwig, Erich (1939–2022), deutscher Schauspieler und Synchronsprecher
- Ludwig, Ernst (1842–1915), österreichischer Chemiker
- Ludwig, Ernst (1873–1932), österreichischer Schauspieler und Regisseur beim deutschen Stummfilm
- Ludwig, Ernst (1927–2017), deutscher Jurist und Politiker (CDU), MdL
- Ludwig, Eva (1907–1995), deutsche NDPD-Funktionärin, MdV
- Ludwig, Eva (* 1939), deutsche Politikerin (CDU), MdL
- Ludwig, Ferdinand, deutscher Architekt und Hochschullehrer
- Ludwig, Ferdinand (1839–1915), österreichischer Politiker
- Ludwig, Florian (* 1970), deutscher Dirigent
- Ludwig, Frank (* 1980), deutscher Skispringer
- Ludwig, Franz (1841–1922), deutscher Posamentiermeister und Politiker
- Ludwig, Franz (1876–1927), deutscher Schauspieler, Theaterregisseur und -intendant
- Ludwig, Franz (1899–1970), deutscher Jurist
- Ludwig, Franz (* 1952), deutscher Fußballspieler
- Ludwig, Fred (1921–1984), deutscher Schauspieler
- Ludwig, Friedrich (1872–1930), deutscher Historiker, Musikwissenschaftler und Hochschullehrer
- Ludwig, Friedrich (1872–1945), deutscher Ingenieur und Industrieller
- Ludwig, Friedrich (1895–1970), deutscher Maler des Expressionismus
- Ludwig, Gabi (* 1962), deutsche Fernsehjournalistin
- Ludwig, Gene (1937–2010), US-amerikanischer Organist des Soul-Jazz
- Ludwig, Georg (1826–1910), deutscher Psychiater
- Ludwig, Georg (* 1967), deutscher Politiker (CDU)
- Ludwig, Gerd (* 1947), deutscher Fotograf und Fotojournalist
- Ludwig, Gerhard (1909–1994), deutscher Unternehmer
- Ludwig, Gordon (1925–2019), deutscher Architekt und Maler
- Ludwig, Grischa (* 1974), deutscher Westernreiter
- Ludwig, Gundula (* 1979), österreichische Politikwissenschaftlerin und Hochschullehrerin
- Ludwig, Günter (1924–1974), deutscher Politiker (CDU), MdL
- Ludwig, Günter (1925–1977), deutscher Erziehungswissenschaftler
- Ludwig, Günter (1930–2022), deutscher Pianist
- Ludwig, Günther (1899–1971), deutscher NDPD-Funktionär und Berufssoldat
- Ludwig, Günther (1918–2007), deutscher theoretischer Physiker
- Ludwig, Hanna (1918–2014), deutsche Opernsängerin (Alt) und Gesangspädagogin
- Ludwig, Hannah (* 2000), deutsche RadrennfahrerinHannah Ludwig (* 2000)

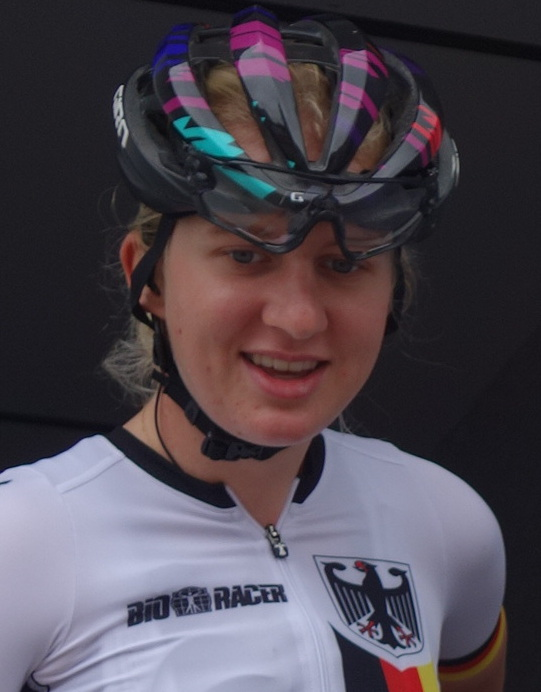
Hannah Ludwig (* 2000)

- Ludwig, Hannelore (* 1949), deutsche Politikerin (SPD), MdL
- Ludwig, Hans (1885–1964), deutscher Radrennfahrer
- Ludwig, Hans (* 1929), deutscher Gynäkologe und Geburtshelfer
- Ludwig, Hans (1932–2000), österreichischer Politiker (SPÖ), Landtagsabgeordneter, Abgeordneter zum Nationalrat
- Ludwig, Hans Günther, deutscher Basketballspieler
- Ludwig, Hans-Werner (* 1934), deutscher Anglist und Literaturwissenschaftler
- Ludwig, Harald (1930–2018), deutscher Offizier, Generalleutnant der Nationalen Volksarmee (NVA) der DDR
- Ludwig, Heiderun (* 1940), österreichische Skilangläuferin
- Ludwig, Heiner (* 1942), deutscher römisch-katholischer Theologe
- Ludwig, Heinrich (1829–1897), deutscher Maler und Kunsthistoriker
- Ludwig, Heinrich (1865–1952), deutscher Heimatforscher
- Ludwig, Heinrich Philipp (1777–1864), Landtagsabgeordneter Großherzogtum Hessen
- Ludwig, Heinz (1906–1970), deutscher Maler, Graphiker und Comiczeichner
- Ludwig, Helmut (1930–1999), deutscher protestantischer Geistlicher und Schriftsteller
- Ludwig, Herbert (* 1938), deutscher Agent, Oberstleutnant der NVA
- Ludwig, Hermann (1819–1873), deutscher Chemiker und Hochschullehrer
- Ludwig, Hermann (1858–1931), deutscher Politiker
- Ludwig, Hermann (1911–1982), deutscher Filmeditor und Produktionsleiter
- Ludwig, Hermann Wilhelm (1890–1948), deutscher Komponist, Kantor und Organist
- Ludwig, Horst (1930–2003), deutscher Schauspieler und Regisseur
- Ludwig, Horst (* 1942), deutscher Kunsthistoriker
- Ludwig, Hubert (1852–1913), deutscher Zoologe
- Ludwig, Irene (1927–2010), deutsche Kunst-Mäzenin
- Ludwig, Jil (* 1992), deutsche Fußballspielerin
- Ludwig, Joachim (1931–1994), deutscher Komponist, Unterhaltungskünstler, Regisseur und Filmproduzent
- Ludwig, Joelle (* 1991), deutsche Schauspielerin italienisch-griechischer Herkunft
- Ludwig, Johann (* 1980), deutscher Cellist und Komponist
- Ludwig, Johann Christoph (1750–1826), deutscher Schultheiß und Politiker
- Ludwig, Johann Emanuel (1758–1823), preußischer Offizier, zuletzt Oberstleutnant
- Ludwig, Johann Friedrich (1673–1752), deutscher Goldschmied und Architekt
- Ludwig, Johanna (1937–2013), ostdeutsche Journalistin, Lektorin und Autorin
- Ludwig, Johannes (1814–1879), deutscher Bürgermeister und Mitglied des kurhessischen Kommunallandtags
- Ludwig, Johannes (1815–1888), Schweizer Architekt
- Ludwig, Johannes (1900–1989), österreichischer römisch-katholischer Priester, Generaldechant der Diözese Linz und Stadtpfarrer von Braunau am Inn
- Ludwig, Johannes (1903–1985), deutscher Fußballspieler
- Ludwig, Johannes (1904–1996), deutscher Architekt und Hochschullehrer
- Ludwig, Johannes (* 1949), deutscher Publizist und Hochschullehrer
- Ludwig, Johannes (* 1986), deutscher Rodler
- Ludwig, Johannes (* 1988), deutscher Jazzmusiker (Saxophone, Komposition)
- Ludwig, John (1857–1913), Bauer und Persönlichkeit in Deutsch-Südwestafrika
- Ludwig, Josef (1871–1933), österreichischer Architekt
- Ludwig, Julia Alice (* 1989), deutsche Schauspielerin
- Ludwig, Jürgen (* 1970), deutscher Kommunalpolitiker
- Ludwig, Karl (1839–1901), deutscher Landschaftsmaler der Münchner Schule
- Ludwig, Karl (1886–1948), deutscher Fußballspieler
- Ludwig, Karl (1923–1999), deutscher Politiker (FDP/DVP), MdL
- Ludwig, Karl-Heinz (1921–2017), deutscher Jurist
- Ludwig, Ken (* 1950), amerikanischer Dramatiker und Regisseur
- Ludwig, Klaus (* 1949), deutscher AutomobilrennfahrerKlaus Ludwig (* 1949)

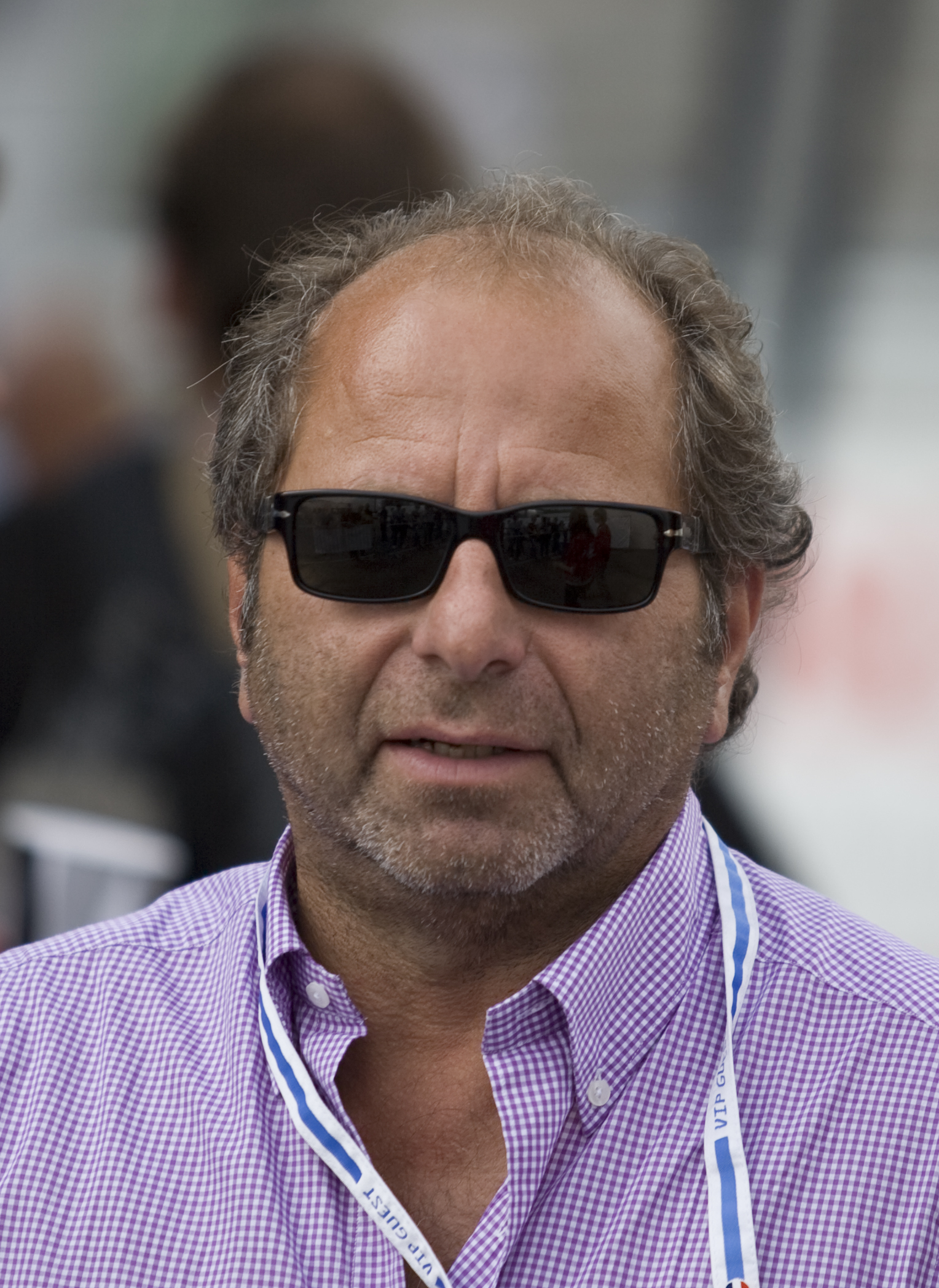
Klaus Ludwig (* 1949)

- Ludwig, Klaus Uwe (1943–2019), deutscher Kirchenmusiker
- Ludwig, Klaus-Dieter (1943–2016), deutscher Ruderer und Olympiasieger
- Ludwig, Klemens (1955–2022), deutscher Autor, Publizist, Minderheitenexperte und Tibetkundler
- Ludwig, Konrad (1880–1935), deutscher Parteifunktionär und Politiker (SPD, USPD), MdR
- Ludwig, Konrad (1898–1951), deutscher Mathematiker
- Ludwig, Kurt E. (1924–1995), deutscher Schauspieler, Synchronsprecher, Dialogbuchautor und Dialogregisseur
- Ludwig, Kurt Frederick (* 1903), deutscher Spion in den USA
- Ludwig, Lasse (* 2002), deutscher Handballspieler
- Ludwig, Laura (* 1986), deutsche Beachvolleyballspielerin
- Ludwig, Leopold (1908–1979), deutscher Dirigent
- Ludwig, Lori (1924–1986), deutsche Schriftstellerin
- Ludwig, Luca (* 1988), deutscher Autorennfahrer
- Ludwig, Ludwig (1640–1696), deutscher Zisterzienserabt
- Ludwig, Lutz (1957–2014), deutscher DJ und Musiker
- Ludwig, Manfred (* 1936), deutscher Spieleautor
- Ludwig, Marco (* 1982), deutscher Eishockeyspieler
- Ludwig, Mareike (* 1993), deutsche Schauspielerin
- Ludwig, Mario (* 1957), deutscher Biologe und Autor
- Ludwig, Marlies (* 1957), deutsche Schauspielerin
- Ludwig, Marlise (1886–1982), deutsche Schauspielerin und SchauspiellehrerinMarlise Ludwig (1886–1982)

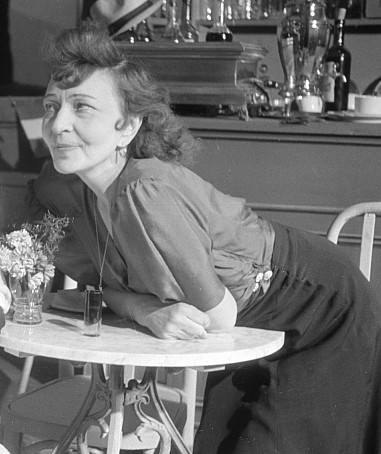
Marlise Ludwig (1886–1982)

- Ludwig, Martha L. (1931–2006), US-amerikanische Biochemikerin und Kristallographin
- Ludwig, Martin (* 1998), deutscher Fußballspieler
- Ludwig, Matt (* 1996), US-amerikanischer Stabhochspringer
- Ludwig, Matthias (* 1983), deutscher Schauspieler und Stand-up-Comedian
- Ludwig, Max (1871–1961), deutscher General der Artillerie
- Ludwig, Max (1873–1940), deutscher Schriftsteller, Maler und Grafiker
- Ludwig, Max (1882–1945), deutscher Dirigent, Organist, Chorleiter, Komponist und Hochschullehrer
- Ludwig, Max (1896–1957), deutscher Bobfahrer
- Ludwig, Max (1925–1983), deutscher Fußballspieler
- Ludwig, Michael (* 1961), österreichischer Politiker (SPÖ), Landtagsabgeordneter, Mitglied des Bundesrates
- Ludwig, Michael (* 1965), deutscher Politiker (CDU), MdL
- Ludwig, Michael (* 1972), österreichischer Florettfechter
- Ludwig, Milly (1927–2011), luxemburgische Weitspringerin, Hochspringerin und Hürdenläuferin
- Ludwig, Monika (* 1966), österreichische Mathematikerin
- Ludwig, Moritz (* 2001), deutscher Hockeyspieler
- Ludwig, Myrta (1928–2003), Schweizer Schachspielerin
- Ludwig, Nadeshda (1912–1990), russischstämmige deutsche Slawistin
- Ludwig, Nicole (* 1971), deutsche Politikerin (Bündnis 90/Die Grünen), MdA
- Ludwig, Olaf (* 1960), deutscher RadsportlerOlaf Ludwig (* 1960)

Olaf Ludwig (* 1960)

- Ludwig, Otmar (* 1951), deutscher Fußballspieler
- Ludwig, Ottilia (1813–1900), deutsche Schriftstellerin
- Ludwig, Otto (1813–1865), deutscher SchriftstellerOtto Ludwig (1813–1865)

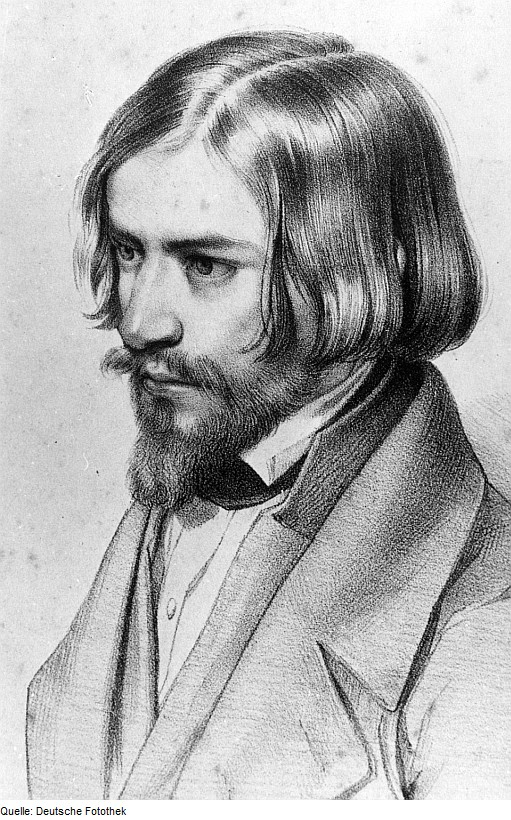
Otto Ludwig (1813–1865)

- Ludwig, Otto (* 1880), deutscher Instrumentenbauer und Musiker
- Ludwig, Otto (1903–1983), US-amerikanischer Filmeditor
- Ludwig, Otto (1909–1992), deutscher Pianist
- Ludwig, Otto (1931–2019), deutscher Germanist, Linguist und Hochschullehrer
- Ludwig, Paul (1879–1957), deutscher Sänger und Stummfilmschauspieler
- Ludwig, Paul (1910–1992), deutscher Kommunist, Widerstandskämpfer und Generalmajor der Volkspolizei
- Ludwig, Paula (1900–1974), österreichische Schriftstellerin und Malerin
- Ludwig, Peter (1925–1996), deutscher Industrieller und Kunst-Mäzen
- Ludwig, Pit (1916–1997), deutscher Fotograf, Werbegrafiker und Kulturschaffender
- Ludwig, Rainer (* 1961), deutscher Politiker (Freie Wähler), MdL
- Ludwig, Ralf (* 1961), deutscher Physikochemiker und Politiker (Jusos)
- Ludwig, Ralf (* 1968), deutscher Medienmanager
- Ludwig, Ralph (* 1956), deutscher Romanist, Sprachwissenschaftler und Hochschullehrer
- Ludwig, Renate (1955–2024), deutsche Provinzialrömische Archäologin
- Ludwig, Richard (1822–1909), deutscher Jurist und Politiker (DFP), MdR, Landtagsabgeordneter im Königreich Sachsen
- Ludwig, Richard (1877–1946), deutscher Rugbyspieler und Leichtathlet
- Ludwig, Richard (1881–1949), deutscher Schauspieler bei Bühne und Film und Theaterregisseur
- Ludwig, Robert von (1821–1884), deutscher Politiker, MdR
- Ludwig, Roger (1933–2009), luxemburgischer Radrennfahrer
- Ludwig, Rolf (1925–1999), deutscher Schauspieler
- Ludwig, Rolf (* 1937), deutscher Statistiker
- Ludwig, Rudolf (1910–1969), deutscher Mathematiker
- Ludwig, Sabine (* 1954), deutsche Schriftstellerin und Übersetzerin
- Ludwig, Saskia (* 1968), deutsche Politikerin (CDU), MdL, MdBSaskia Ludwig (* 1968)

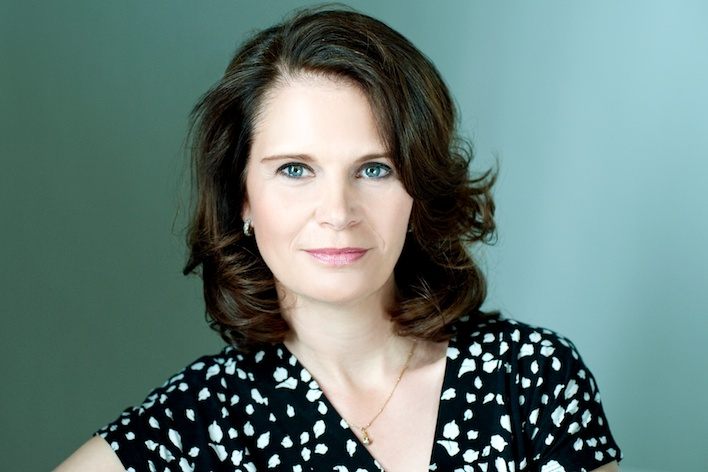
Saskia Ludwig (* 1968)

- Ludwig, Sebastian (* 1988), deutscher Poolbillardspieler
- Ludwig, Servatius (1907–1946), deutscher Benediktinerpater und Missionar in der Mandschurei
- Ludwig, Siegfried (1926–2013), österreichischer Politiker (ÖVP), Landtagsabgeordneter
- Ludwig, Stefan (* 1967), deutscher Politiker (Die Linke), MdL, brandenburgischer Minister
- Ludwig, Stefan (* 1978), deutscher Regisseur
- Ludwig, Stefanie (* 1967), deutsche Fernsehmoderatorin
- Ludwig, Sven (* 1981), deutscher Musikproduzent, Songwriter und Mixer
- Ludwig, Theodor (1868–1905), deutscher Historiker
- Ludwig, Thomas (* 1949), deutscher Bauforscher und Denkmalpfleger
- Ludwig, Thomas (* 1960), deutscher Fußballspieler
- Ludwig, Tom (* 1944), US-amerikanischer Basketballtrainer
- Ludwig, Udo (1943–2024), deutscher Ökonom
- Ludwig, Udo (* 1958), deutscher Journalist
- Ludwig, Ulrike (* 1975), deutsche Historikerin
- Ludwig, Ursula (1923–1999), deutsche Schauspielerin
- Ludwig, Vera (* 1978), deutsche Lyrikerin
- Ludwig, Vinzenz Oskar (1875–1959), österreichischer Augustiner-Chorherr, Stiftsbibliothekar, Priester, Historiker und Autor
- Ludwig, Volker (* 1937), deutscher Dramatiker und TheaterleiterVolker Ludwig (* 1937)

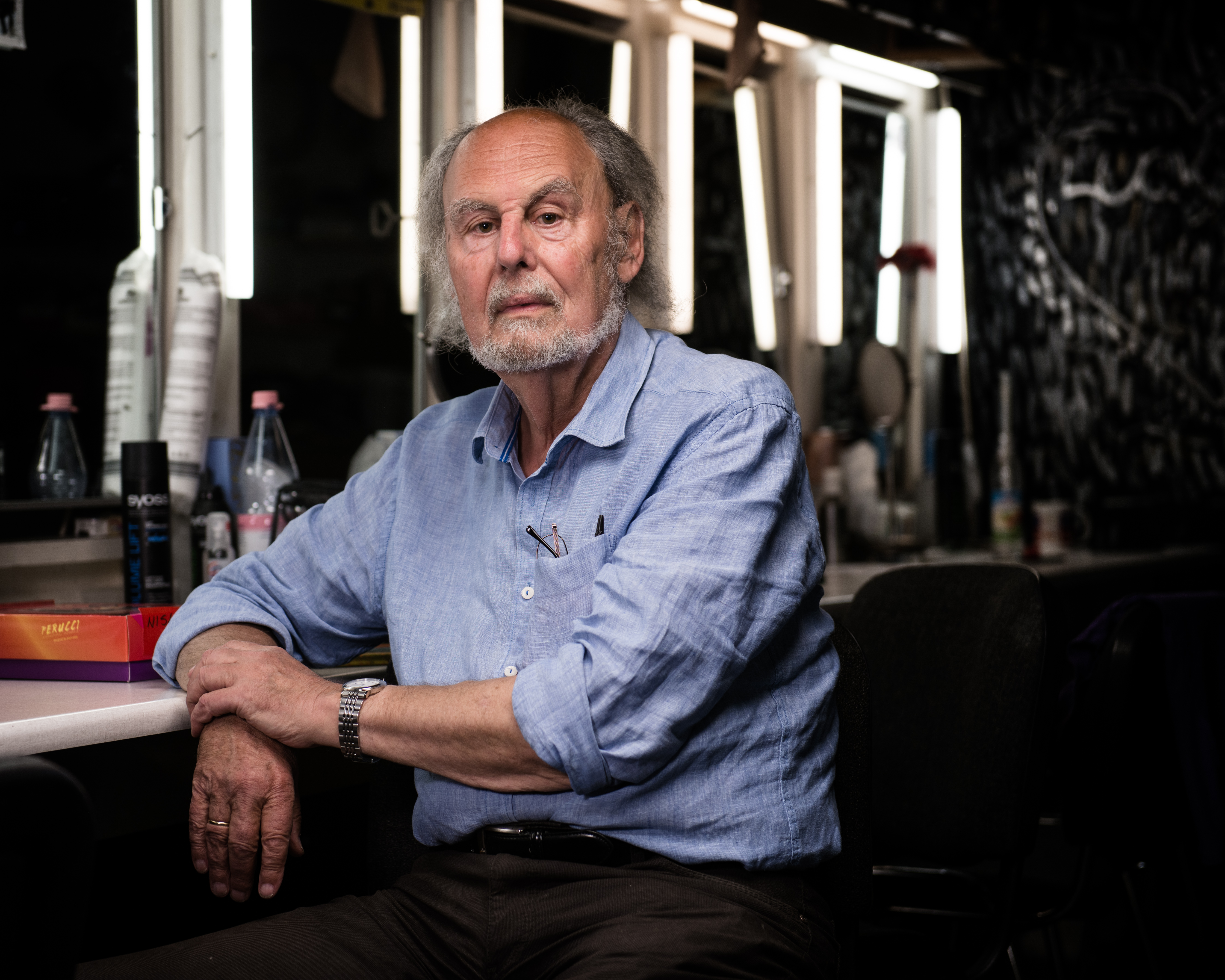
Volker Ludwig (* 1937)

- Ludwig, Walter (1882–1945), deutscher Landrat, Mitglied des Provinziallandtages der Provinz Hessen-Nassau
- Ludwig, Walter (* 1953), deutscher General
- Ludwig, Walther (1876–1946), deutscher Mathematiker
- Ludwig, Walther (1902–1981), deutscher Opern- und Konzertsänger (Tenor)
- Ludwig, Walther (* 1929), deutscher Klassischer und neulateinischer Philologe
- Ludwig, Werner (1914–2001), deutscher Militärarzt und langjähriger Präsident des DRK der DDR
- Ludwig, Werner (1926–2020), deutscher Politiker (SPD), MdLWerner Ludwig (1926–2020)

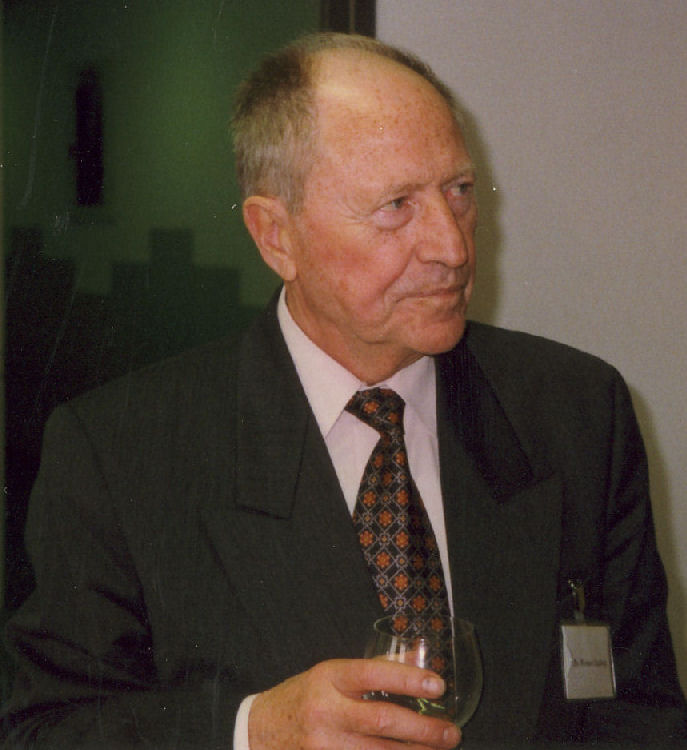
Werner Ludwig (1926–2020)

- Ludwig, Wilhelm (1901–1985), deutscher Jurist und Gestapobeamter
- Ludwig, Wilhelm (1901–1959), deutscher Zoologe und Genetiker
- Ludwig, Wilhelm von (1790–1865), deutscher Mediziner
- Ludwig, Wilhelmine (* 1900), deutsche Lehrerin und Reformpädagogin
- Ludwig, Willi (* 1955), deutscher Poolbillardspieler
- Ludwig, William (1912–1999), US-amerikanischer Drehbuchautor
- Ludwig, Wolf-Dieter (* 1952), deutscher Mediziner und Pharmakologe, Chefarzt (2009–2017), Professor und Vorsitzender der Arzneimittelkommission seit 2007
- Ludwig, Wolfgang (1923–2009), deutscher Künstler
- Ludwig, Wolfgang (1923–2013), deutscher Botaniker
- Ludwig, Zoe (* 1999), deutsche Handballspielerin

###### Ludwig-B
- Ludwig-Braun, Juliane (1903–1957), österreichische Schriftstellerin

###### Ludwig-F
- Ludwig-Faymann, Martina (* 1967), österreichische Politikerin (SPÖ), Landtagsabgeordnete, Gemeinderätin, Mitglied des BundesratesMartina Ludwig-Faymann (* 1967)

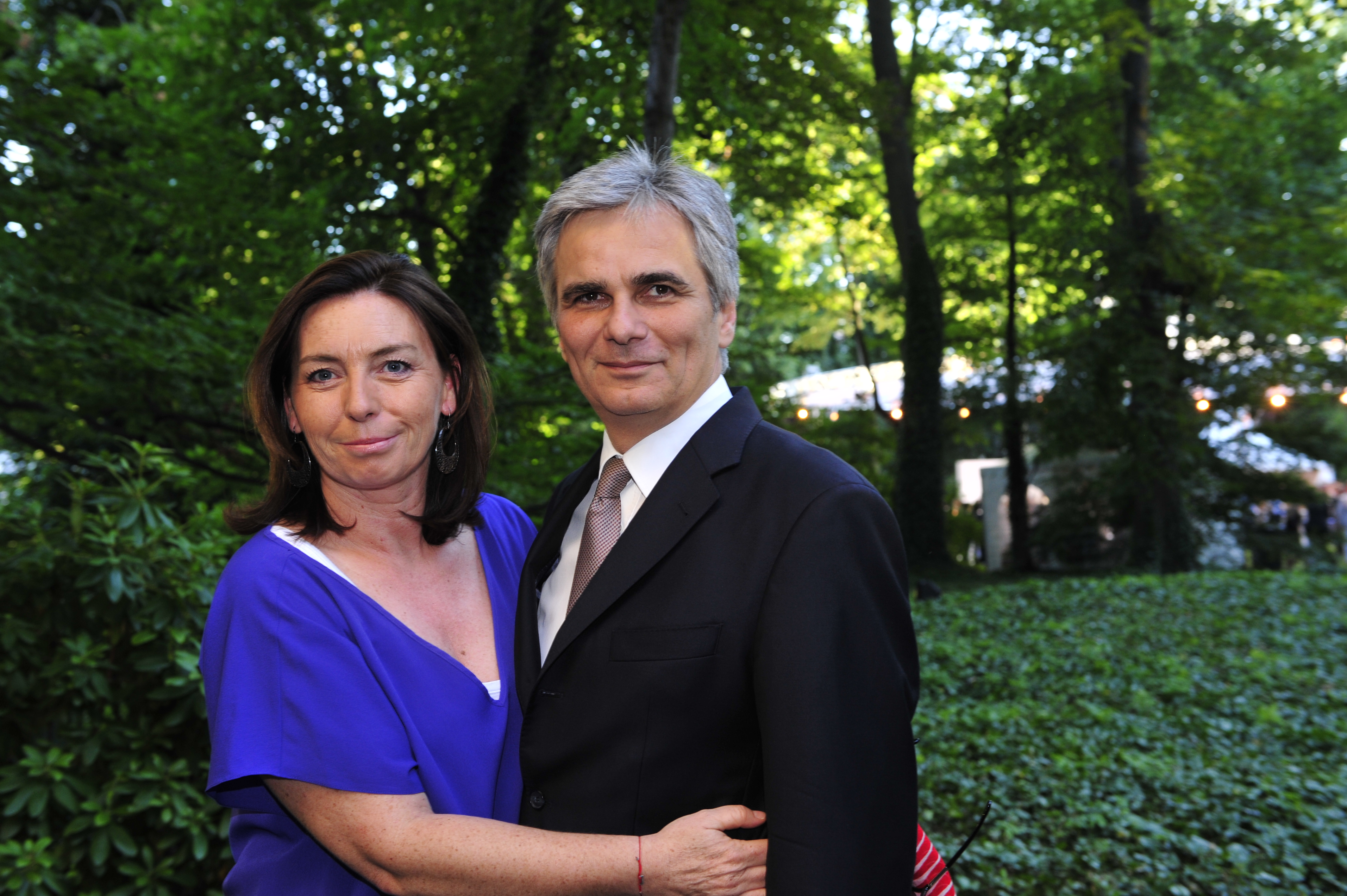
Martina Ludwig-Faymann (* 1967)

###### Ludwig-K
- Ludwig-Körner, Christiane (* 1944), deutsche Psychologin, Psychoanalytikerin und Pädagogin

###### Ludwig-M
- Ludwig-Mayerhofer, Wolfgang (* 1954), deutscher Soziologe
- Ludwig-Mayorga, Julian (* 1999), deutscher American-Football-Spieler

###### Ludwig-R
- Ludwig-Rasch, Alice (1910–1973), deutsche Filmeditorin

###### Ludwige
- Ludwiger, Hans Gottlob von (1685–1739), Pfänner, Kriegsrat, Hauptmann und Rittergutsbesitzer
- Ludwiger, Hans von (1877–1966), deutscher Offizier und Politiker (DNVP), MdR
- Ludwiger, Hartwig von (1895–1947), deutscher Generalleutnant im Zweiten Weltkrieg
- Ludwiger, Illobrand von (1937–2023), deutscher Astrophysiker, Buchautor und UFO-Forscher
- Ludwiger, Ludwig Erasmus (1620–1678), Pfänner und Rittergutsbesitzer
- Ludwiger, Otto von (1821–1888), sächsischer Generalmajor

###### Ludwigs
- Ludwigs, Jürgen (* 1936), deutscher Plattdeutsch-Autor und Pädagoge
- Ludwigs, Markus (* 1976), deutscher Jurist und Hochschullehrer
- Ludwigs, Matthias (* 1980), deutscher Koch und Sachbuchautor
- Ludwigs, Monique (* 1971), deutsche Gewichtheberin
- Ludwigs, Peter (1888–1943), deutscher Maler und Bildhauer
- Ludwigs, Sabine (* 1964), deutsche Schriftstellerin
- Ludwigsen, Horst (1932–2015), deutscher Autor
- Ludwigson, Gustav (* 1993), schwedischer Fußballspieler

##### Ludwik
- Ludwik, Paul (1878–1934), österreichischer Wissenschaftler

### Ludy
- Ludy, Franz Josef (* 1933), deutscher Serienmörder
- Ludy, Friedrich (1823–1890), deutscher Kupferstecher
- Ludyga, Hannes, deutscher Rechtswissenschaftler
- Ludyga-Laskowski, Jan (1894–1956), polnischer Offizier und politischer Aktivist
- Ludyk, Andy (* 1970), deutscher Musikmanager, Musikproduzent, Music Supervisor und Verleger
- Ludyk, Günter (1932–2020), deutscher Ingenieur und Hochschullehrer

### Ludz
- Ludz, Peter Christian (1931–1979), deutscher Politikwissenschaftler und Soziologe
- Ludzik, Steve (* 1961), kanadischer Eishockeyspieler, -trainer und -funktionär